# Dacia Logan I
La Dacia Logan I est une citadine polyvalente d'entrée de gamme du groupe Renault vendue en Europe (Russie exceptée), au Maghreb, en Turquie et au Chili sous la marque Dacia entre 2004 et 2012 et sur les autres marchés sous les marques Renault, Lada, Mahindra et Nissan jusqu'à aujourd'hui.

## Conception

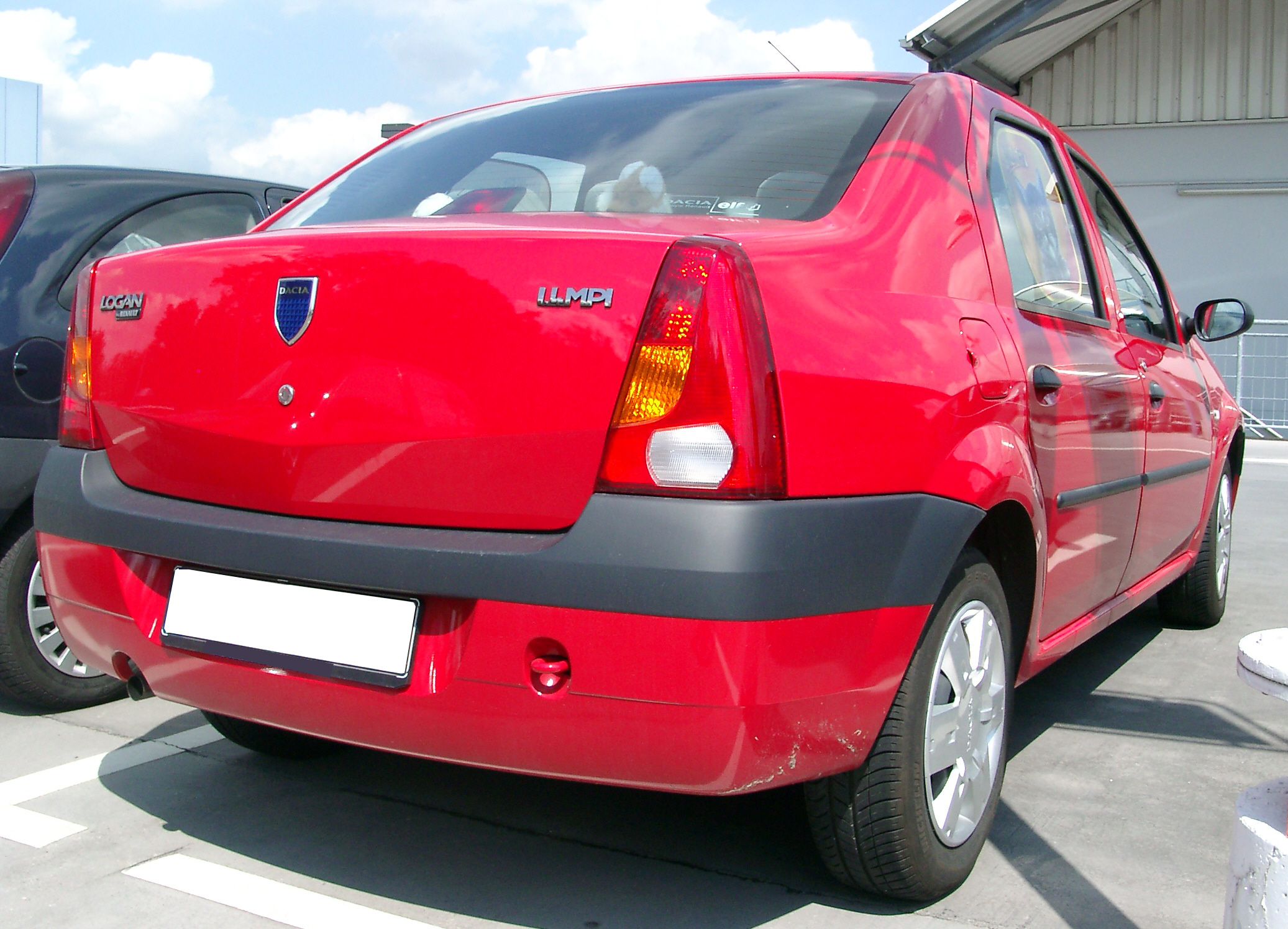
Dacia Logan I phase 1 berline

Le projet X90 (famille Logan) démarre en 1999, à la suite du rachat du constructeur roumain Dacia en 1998. L'objectif est de proposer un véhicule moderne à 5 000 euros tout en restant rentable pour l'entreprise, une offre alors inexistante sur le marché.
La Logan est conçue comme la remplaçante des Dacia 1310 ; cette dernière étant la variante roumaine de la Renault 12 ayant connu de multiples modifications progressives qui l'ont éloignée du modèle initial. Il s'agit d'une petite berline spacieuse avec une ligne où le coût et la rusticité sont les préoccupations principales : « design to cost ». Ses concepteurs n'ont pas recherché l'exercice de style esthétique, mais se sont plutôt livrés à un casse-tête économique.
Son cahier des charges répond à des choix économiques, mais aussi de fiabilité : elle doit pouvoir endurer tous les climats et toutes les routes, des pavés de Roumanie à la « tôle ondulée » des routes sahariennes. Elle doit être capable de fonctionner avec de l'essence de qualité médiocre. La rareté des garages dans les pays les moins industrialisés fait qu'elle doit aussi supporter de très longues périodes sans révision. Les motorisations proposées initialement (1,4 L et 1,6 L essence) et la boîte de vitesses (JH), à défaut d'être modernes, sont éprouvées. En outre, elle doit pouvoir être réparée facilement. Enfin, elle respecte les normes européennes euro III et euro IV en matière d'émissions polluantes et se recycle à 95 %.
Il s'agit d'une citadine polyvalente (segment B), bien que ses dimensions la rapprochent du segment supérieur (segment C). Elle est bâtie sur la récente plate-forme B de l'alliance Renault-Nissan, inaugurée par les Nissan Cube I et Nissan Micra K12, puis reprise sur les Renault Modus et Renault Clio III. Il s'agit d'une version à empattement allongé de cette plate-forme, appelée B0, permettant de maximiser l'habitabilité du véhicule. La première carrosserie lancée est une berline à trois volumes, portant pour nom de code en interne L90.
Elle est d'abord produite en Roumanie, où elle est vendue sous la marque Dacia dès l'automne 2004. Elle est lancée les semaines suivantes dans des pays environnants (Europe centrale, Turquie), puis en Algérie, au Maroc, en Europe occidentale, en Russie et en Colombie à partir de la mi-2005,.
Si son prix de vente était censé commencer à 5 000 euros selon le cahier des charges, il est finalement de 6 280 euros TTC en Roumanie (au 9 juillet 2006) et de 7 600 euros en France (version essence, janvier 2010). Le coût de revient annoncé est de 3 800 euros.

### Réutilisation des pièces de la gamme Renault

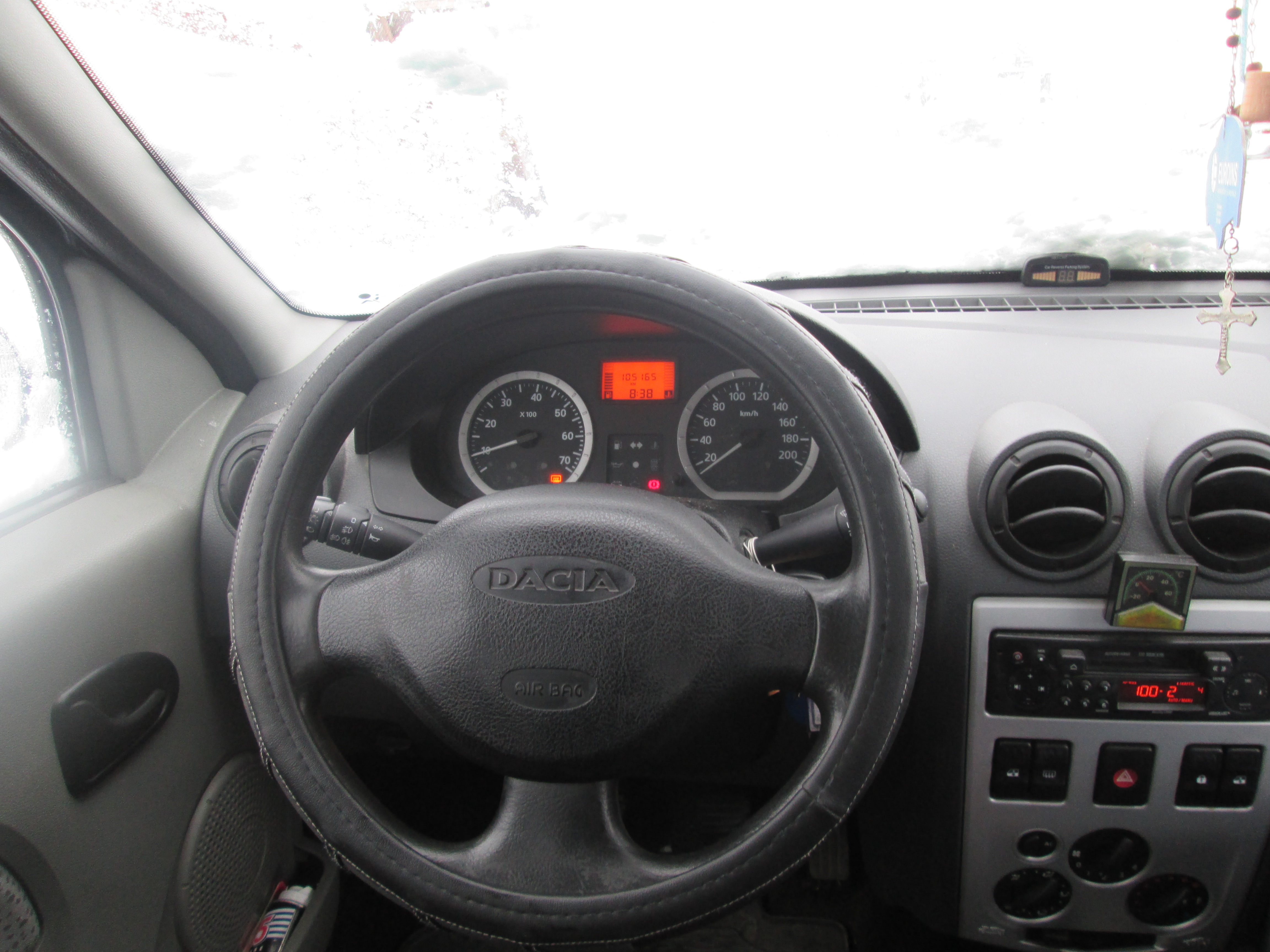
Planche de bord (phase 1)

- Elle a le train avant d'une Clio II et le train arrière d'un Modus. Les poignées de portes, le volant, la direction, le compte-tours et les freins arrière viennent de la Clio II, mais les aérateurs sont ceux de la Dacia Solenza. Les commodos, les réservoirs du liquide de freins et du vase d'expansion viennent de la Mégane II. Le cendrier et certains aérateurs de l'Espace IV. Le pommeau de levier de vitesses est celui de l'Espace III[7]. Le système ABS est emprunté à la Mégane II, la boîte de vitesses des Mégane II et Laguna II et le moteur provient du Kangoo.
- Exemples d'économies de construction : 
  - l'antenne positionnée à l'avant pour pouvoir utiliser un modèle passif (moins cher) et économiser du câblage ;
  - l'utilisation de pièces identiques des côtés gauche et droit de la voiture, comme pour les baguettes latérales ou les rétroviseurs[10],[11] ;
  - le moulage d'une planche de bord monobloc plutôt qu'en cinq morceaux (ce qui est le procédé classique), ceci afin de diminuer le nombre de moules et les manipulations[10] ;
  - la faible courbure des vitrages avant et arrière[10].

## Appellation
La Logan est vendue sous la marque roumaine Dacia en Europe (à l'exception de la Russie), en Afrique (à l'exception de l'Égypte), et en tant que Renault, on peut citer la Russie, le Brésil, l'Argentine, la Colombie, le Venezuela, le Pérou, l'Égypte, l'Arabie Saoudite, l'Inde, le Népal, l'Afrique du Sud et l'Équateur. En Iran, elle s'appelle Renault Tondar90. En Iran et en Russie, ce sont les décideurs locaux alors en place qui ont obligé Renault à badger le modèle avec son logo et non pas de celui de Dacia en l'échange de l'autorisation de le fabriquer localement.
Elle est aussi vendue au Mexique sous le nom de Nissan Aprio (Renault étant allié à Nissan, plus présent dans ce pays). Elle est vendue en version pick-up en Afrique australe sous le nom Nissan NP200.
Elle est également commercialisée en Inde sous le nom de Mahindra Verito (anciennement Renault-Mahindra Logan) et Mahindra Verito Vibe, une version bicorps de moins de 4 mètres.

En outre, AvtoVAZ produit depuis 2011 la Lada Largus, qui n'est autre qu'une Logan MCV rebadgée. 

La Logan vendue par d'autres marques
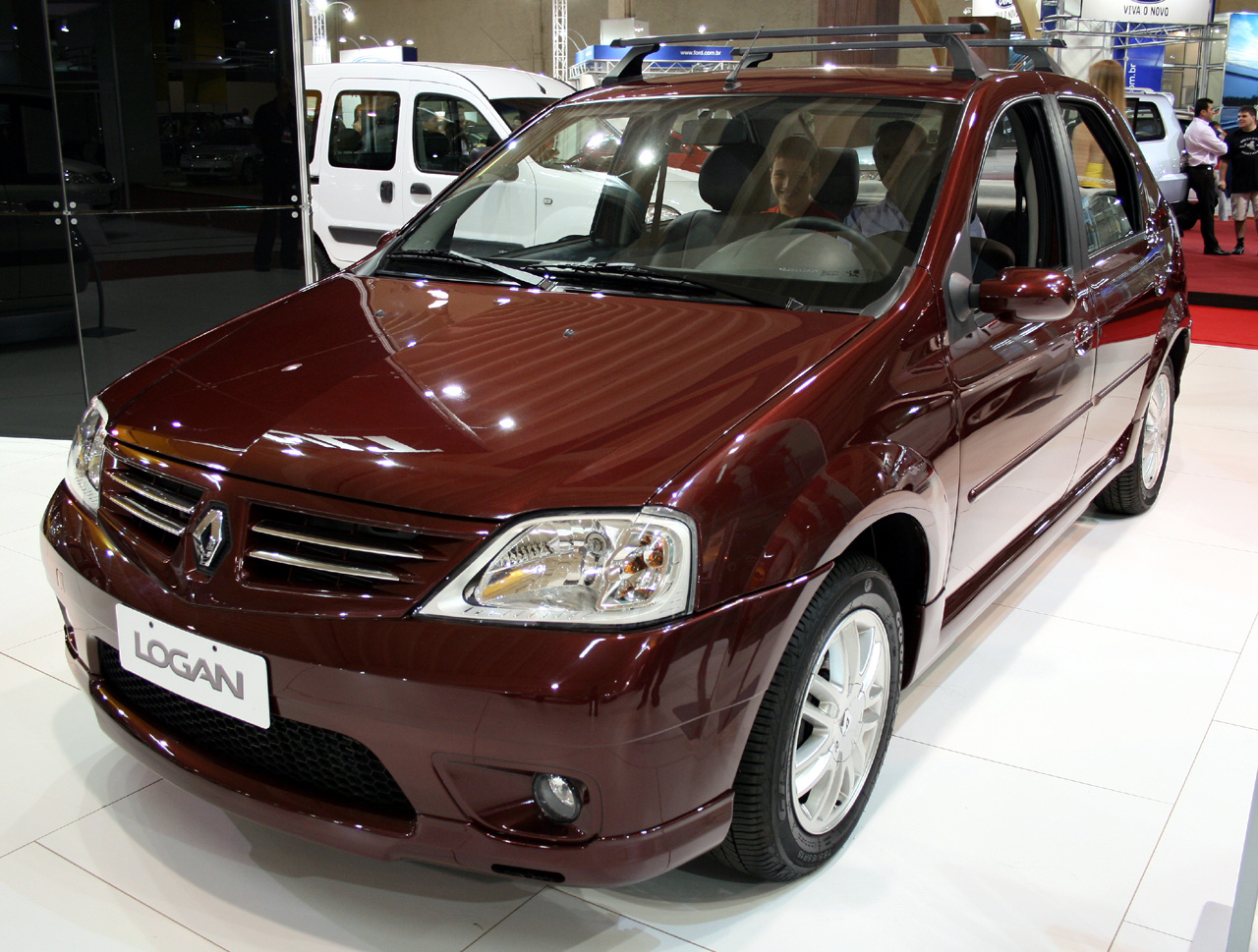
Renault Logan I phase 1
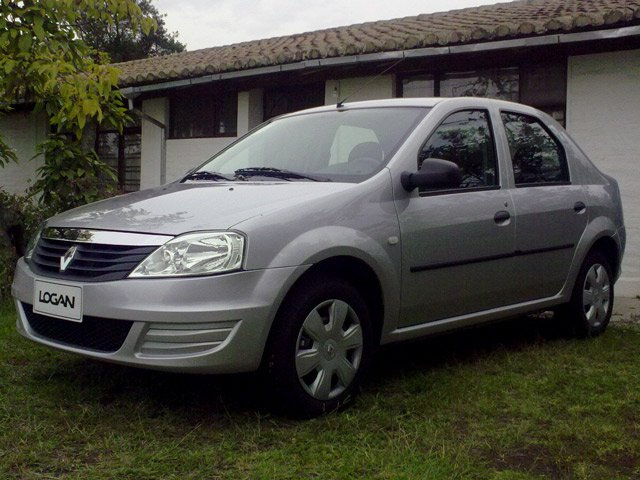
Renault Logan I phase 2

### Évolutions et restylage
En 2006, la Logan a reçu une première version diesel de 70 ch, qui représente rapidement la majorité des ventes en France.

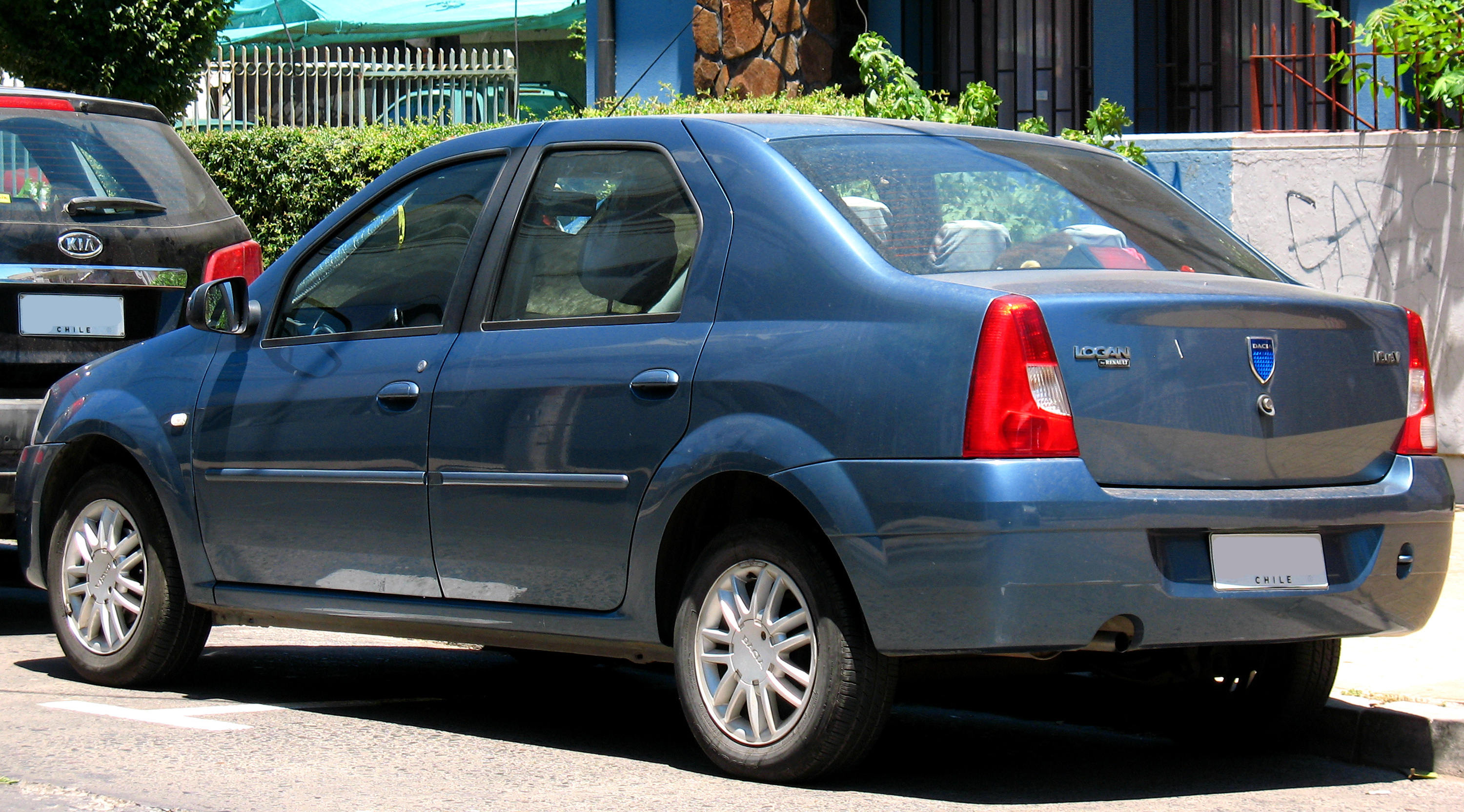
Dacia Logan I phase 2 berline Prestige

Un moteur essence plus puissant 1.6 16v 105 ch est également lancé fin 2006. Il est accompagné d'une nouvelle finition haut de gamme appelée Prestige, dépourvue de protection de carrosserie en plastique noir et présentant des éléments de l'habitacle en cuir. Dacia lance cette finition plus raffinée à la suite du constat que les 3/4 des clients optaient pour la finition Lauréate, qui chapeautait jusque-là la gamme du modèle.

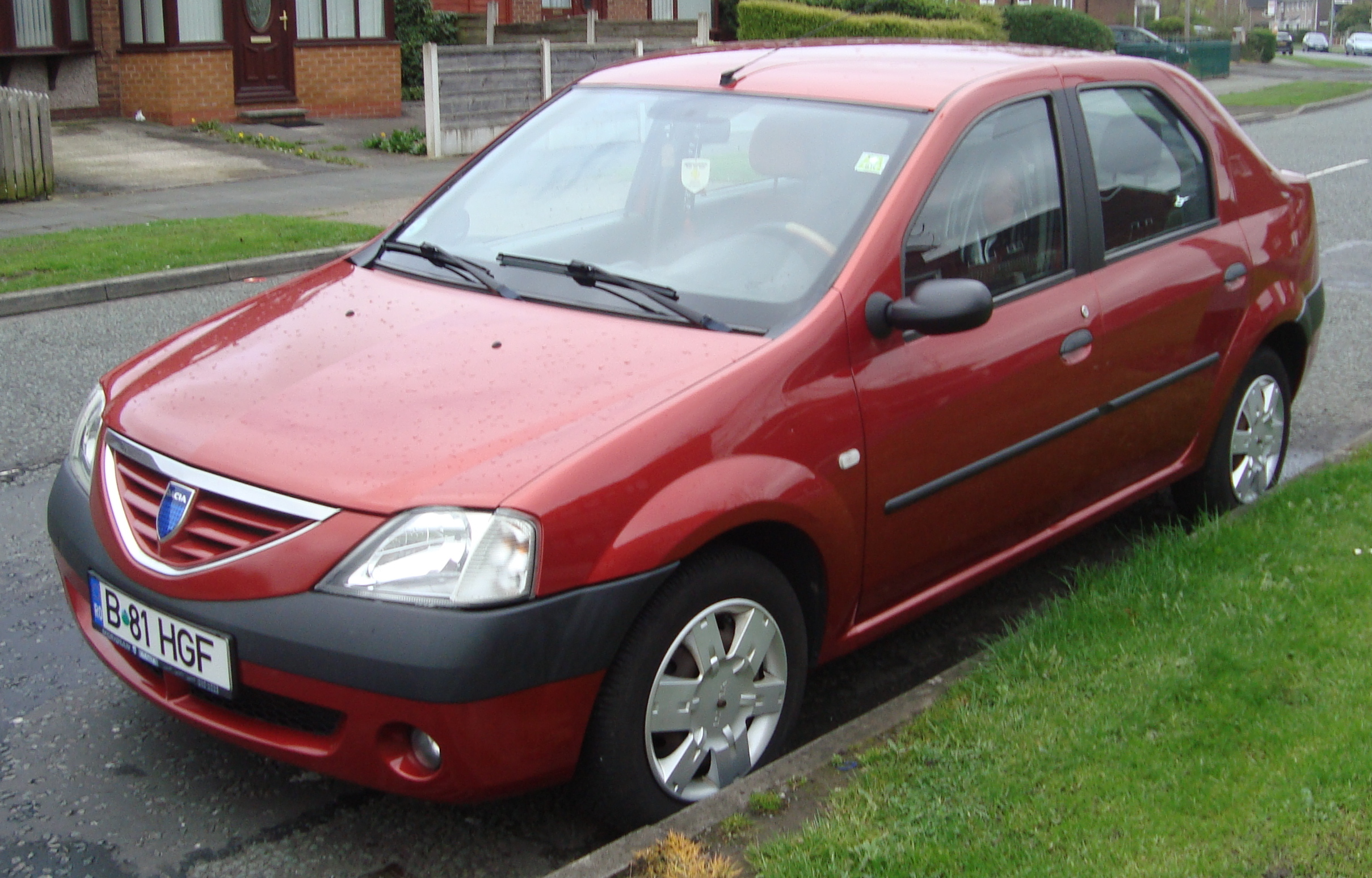
Dacia Logan I phase 2 berline

L'ensemble de la gamme Logan connaît une mise à jour au même moment : le dessin de la malle évolue légèrement en adoptant un petit becquet intégré, les clignotants arrière deviennent blancs[réf. nécessaire], des nouveaux rétroviseurs (asymétriques cette fois) sont adoptés, la calandre est désormais couleur carrosserie et des nouveaux équipements sont ajoutés.
Un second bloc diesel de 85 ch cette fois est commercialisé dès 2007. Un modèle GPL est lancé en 2007 en Roumanie, et est progressivement déployé ailleurs en Europe (2009 en France),,.
Début 2008, la gamme est harmonisée : la Logan berline hérite du bouclier avant jusque là spécifique du break MCV.

Le 1er juillet 2008, Renault offre un restylage à la Logan européenne. Elle reçoit une nouvelle face avant arborant le nouveau logo de la marque Dacia et une nouvelle calandre, ainsi qu'un dessin de coffre revu, accompagné de nouveaux feux. Les chromes sont plus présents que sur le modèle d'origine. L'intérieur est repris de celui de la Sandero, récent dérivé bicorps de la Logan, marquant un progrès qualitatif. Des éléments du break Logan MCV sont étendus aux autres versions, comme l'appui-tête arrière central en virgule et les rétroviseurs agrandis, améliorant la visibilité. Les voies du modèle sont élargies du 7 mm afin d'améliorer sa stabilité et l'EBD vient compléter la dotation de sécurité. Les modifications esthétiques subies augmentent la longueur de la berline de 40 mm.

Dacia Logan I phase 3 berline
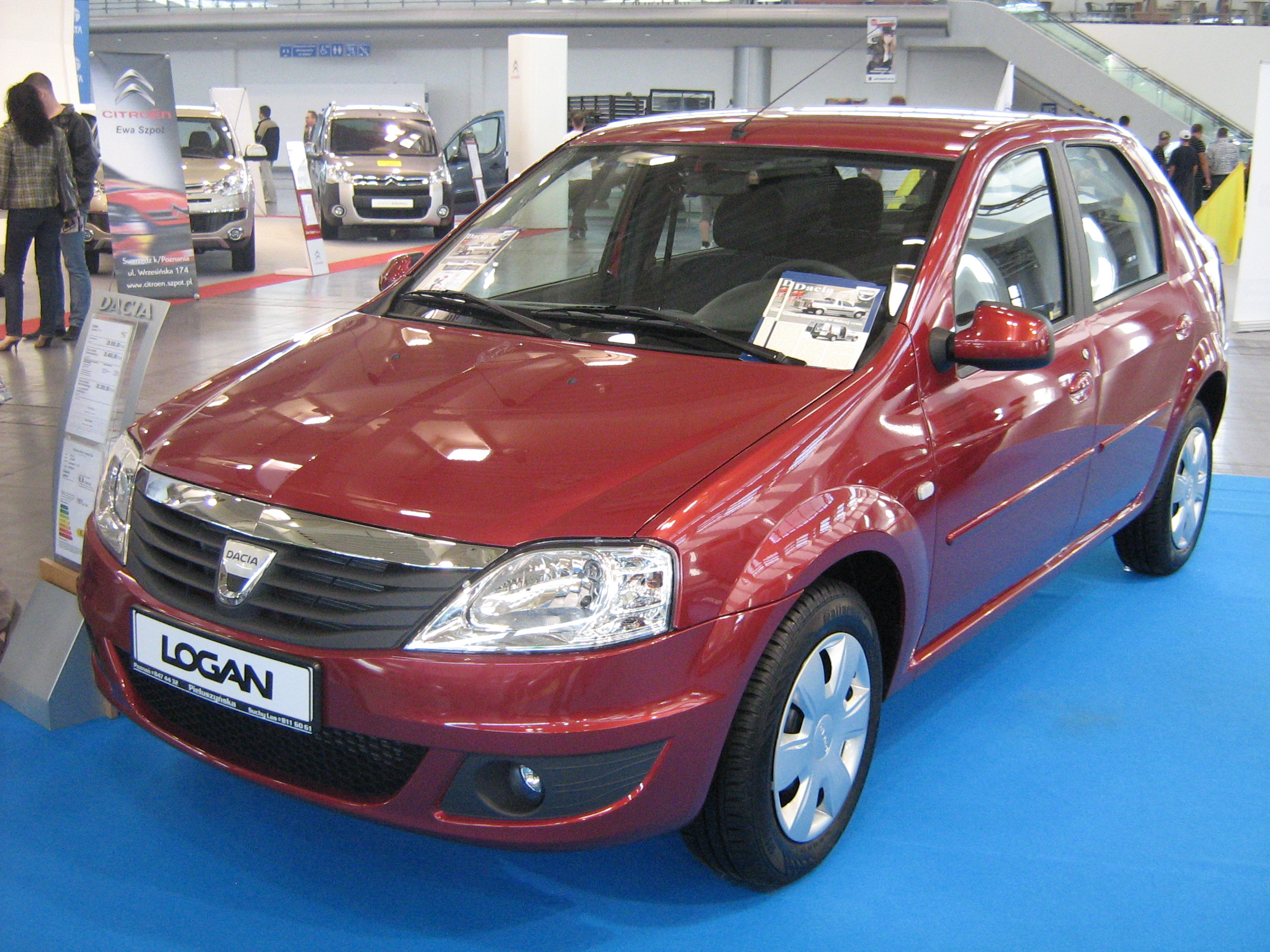
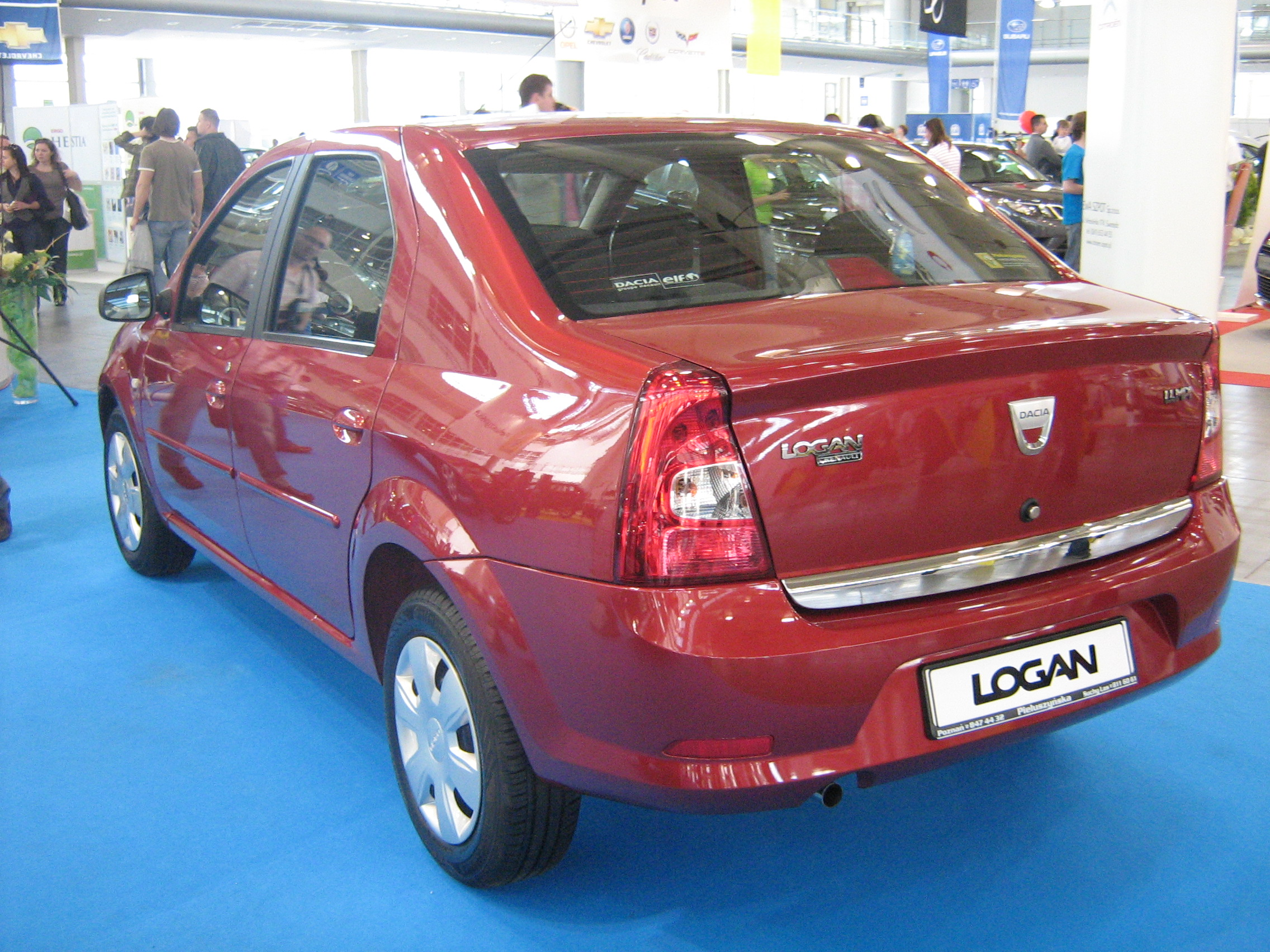

### Nissan Aprio

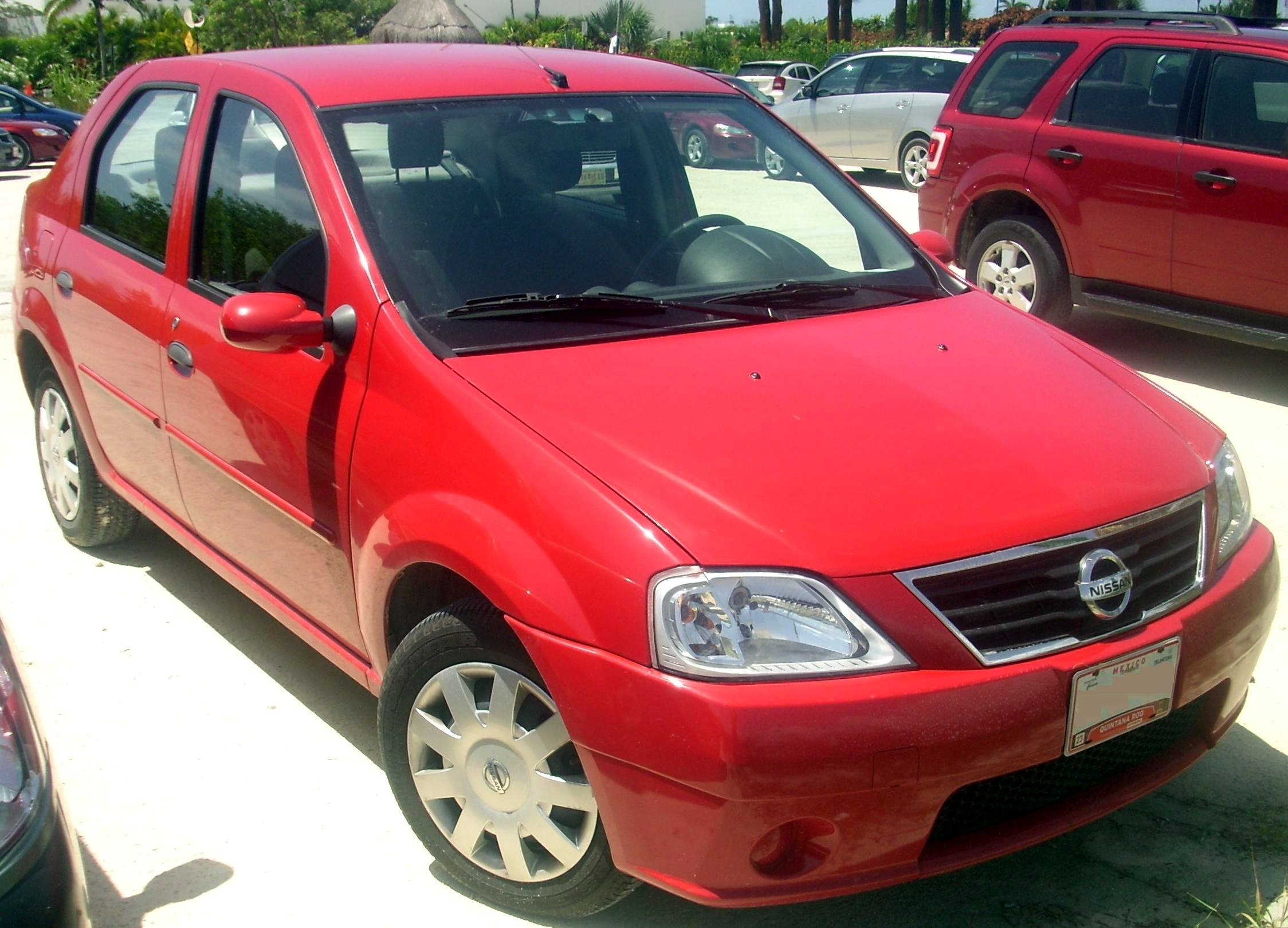
Nissan Aprio

La Logan berline est vendue sous la marque Nissan au Mexique de juillet 2007 à août 2010,,,. Son nom est Nissan Aprio. Exportée du Brésil, elle est rebadgée Nissan pour le Mexique car le partenaire japonais de Renault est alors l'un des constructeurs automobiles les plus populaires dans le pays. Le modèle connait un échec commercial important, notamment à cause de la concurrence interne de la Nissan Tiida.

### Mahindra Verito

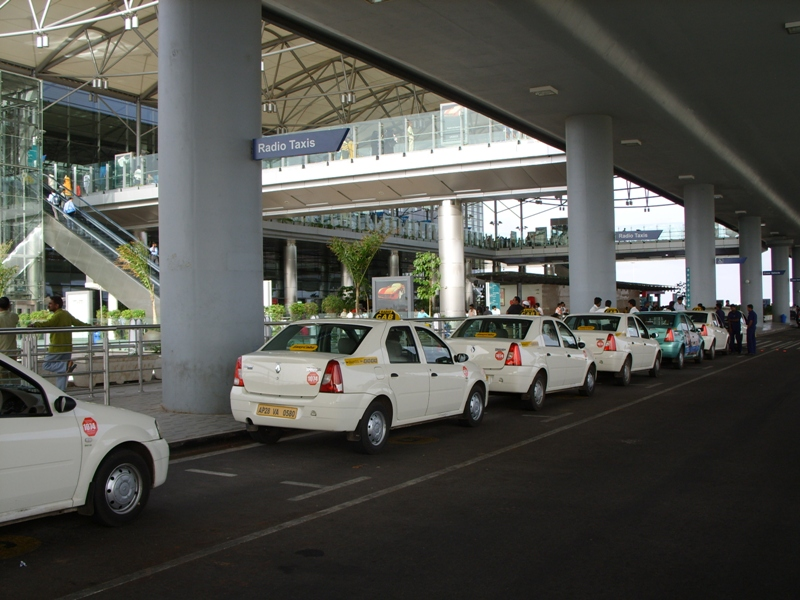
Renault Mahindra Logan

#### Début de production sous le logo Renault
En Inde, la Logan est fabriquée dans le cadre d'une joint-venture avec un constructeur local (Mahindra) et la voiture est commercialisée sous l'appellation Mahindra Renault Logan. Il s'agit d'une version avec conduite à droite. Tout comme en Iran, une partie des pièces sont construites localement. La production démarre en avril 2007 pour le marché domestique,.
Dès 2008, la Logan indienne est exportée vers le Népal et l'Afrique du Sud, des pays où l'on conduit à droite,.

#### Passage sous le logo Mahindra
En 2010, au bout de 3 ans, Renault constate que « le modèle n'atteint pas les volumes espérés » et « ne rencontre pas le même succès que sur les autres marchés »: seuls 44 000 véhicules ont été vendus localement (auquel il faut ajouter 2 600 autres, exportés vers le Népal et l'Afrique du Sud). La capacité de production prévoyait 50 000 véhicules chaque année. Mahindra rachète alors les parts de Renault dans la joint-venture Mahindra Renault Pvt. Ltd. (MRPL), Renault lui cède alors une licence pour produire et commercialiser le modèle en Inde et lui apporter des évolutions stylistiques,.
Dès 2011, Mahindra produit et commercialise le véhicule en son seul nom sous l'appellation Mahindra Verito, sans affiliation à Renault. En juillet 2012, la Mahindra Verito est restylée. En juin 2013, Mahindra lance une inédite version bicorps notchback à 4 portes, la Mahindra Verito Vibe.
En 2016, Mahindra lance une version 100% électrique de la Verito (uniquement proposée sur le modèle tricorps). L'autonomie de ce modèle appelé Mahindra E Verito se limite à une centaine de kilomètres,.
L'héritage de la Logan en Inde cesse avec l'arrêt des Verito et Verito Vibe en 2020.

### Renault Pars Tondar
En Iran, Renault et l'AID Co (entité constituée par l'Industrial Development & Renovation Organization – organisme public iranien responsable de l'industrie automobile, et par les deux principaux constructeurs automobiles iraniens, Iran Khodro et Saipa) créent en mai 2004 une société commune, Renault Pars. Iran Khodro et Saipa doivent assurer l'assemblage de la Logan berline avec des capacités de production de l'ordre de 300 000 unités par an (qu'ils n'arriveront pas à atteindre malgré une forte demande),. Louis Schweitzer évoque  « l'incompétence technique des partenaires iraniens et la désorganisation complète de l'économie iranienne ».

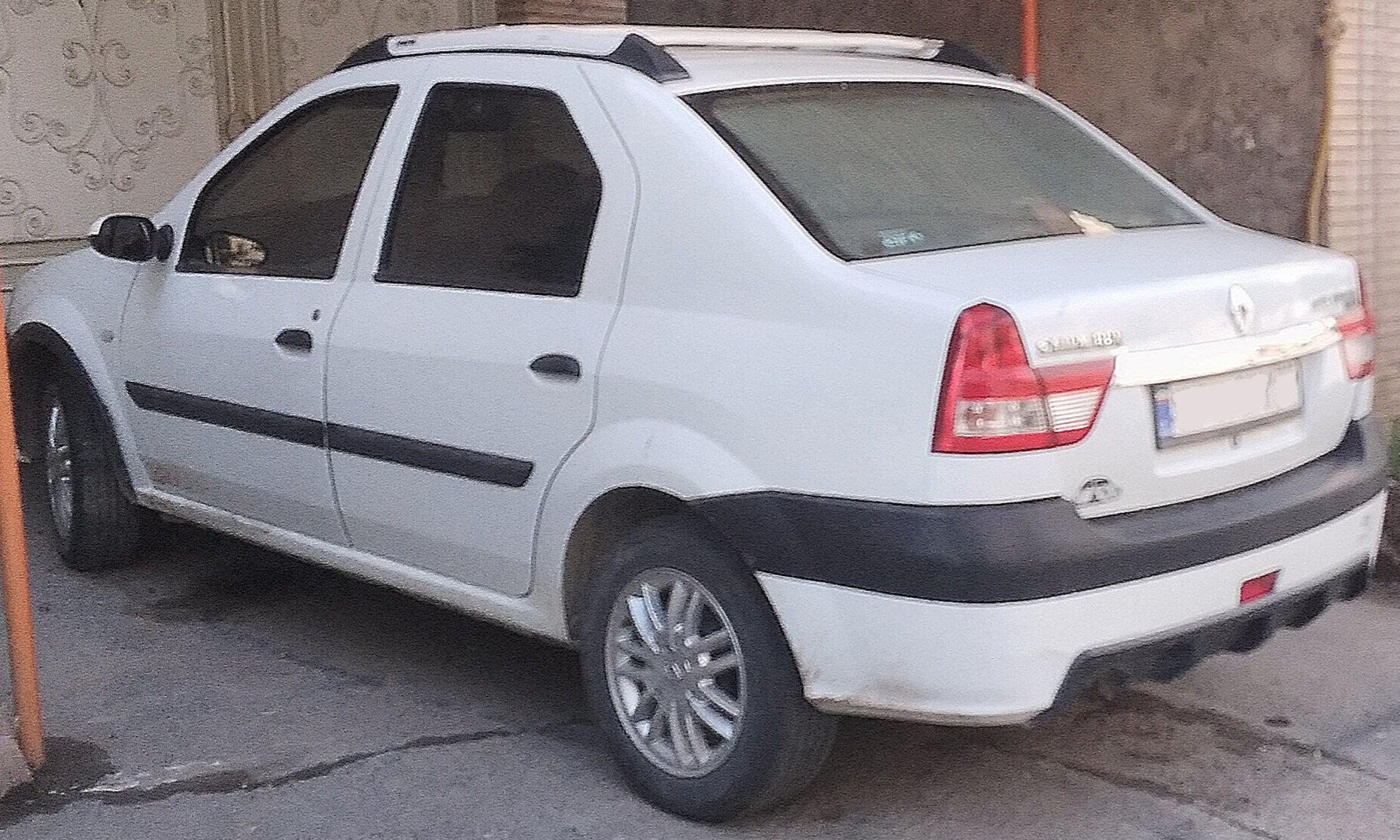
Renault Pars Tondar

Le véhicule est lancé en 2007. Il est vendu sous le nom Renault Tondar 90, Renault L90 ou encore Renault Pars Tondar. Son design est spécifique, avec par exemple des feux arrière en forme de boomerang. En à peine un mois, il  100 000 bons de commande ont été signés.
Une version GNV est lancée en 2008.
La commercialisation est interrompue en 2019 à cause des sanctions occidentales contre l'Iran qui poussent Renault à se retirer du pays. Toutefois, Saipa, son ancien partenaire local, parvient à industrialiser au sein du pays 85 % des pièces nécessaires à la production du modèle. La production reprend donc en 2020, sans Renault.
En avril 2023, les premiers prototypes d'une version lourdement restylée appelée Pars Khodro Cadila sont présentés, Saipa annonce une sortie pour le mois de décembre de la même année,.

## Carrosseries
- Logan berline tricorps 4 portes / Nissan Aprio / Renault Tondar 90 / Mahindra Verito
- Logan MCV break 5 portes et son dérivé Logan Van utilitaire / Lada Largus
- Logan Pick-Up / Nissan NP200 / Renault Tondar Pick-up
- Mahindra Verito Vibe berline bicorps 4 portes (Inde uniquement)

### Break

#### Dacia Logan I MCV

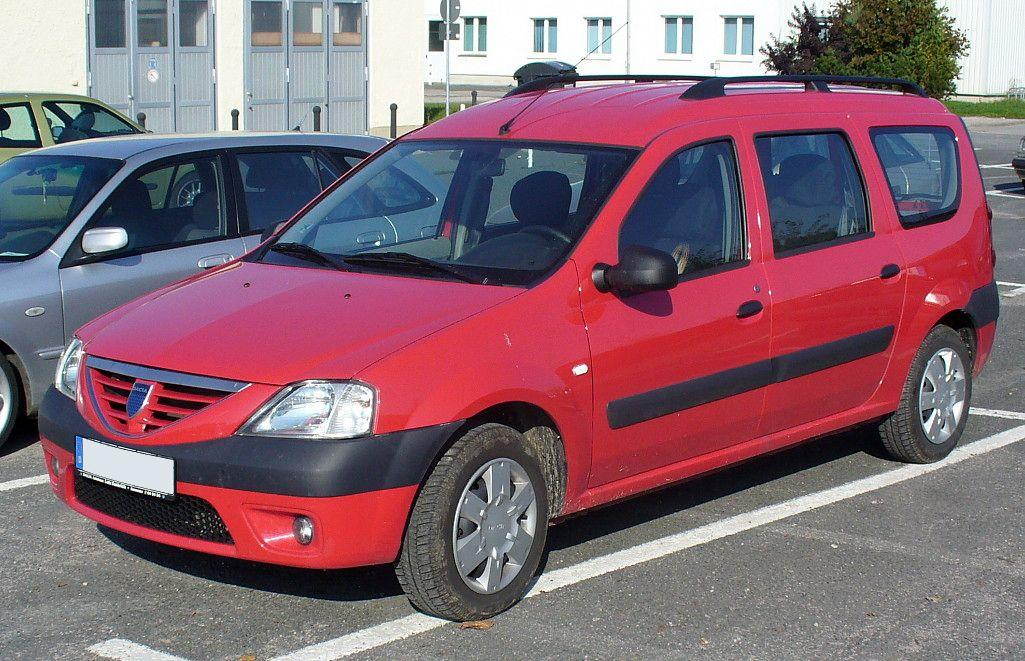
Dacia Logan I MCV phase 1

La Logan MCV (Logan Break dans certains pays comme l'Espagne) est un dérivé break de la Logan, proposant 5 ou 7 places à bord. Le nom MCV est l'acronyme de Multi Convivial Van.
Il est annoncé par le show car Dacia Logan Steppe au salon de l'automobile de Genève 2006. Le modèle de série est présenté au Mondial de l'automobile de Paris de la même année. Il est lancé en octobre 2006 en Roumanie et en Bulgarie, puis sur les autres marchés au premier semestre 2007,.
Cette déclinaison familiale connait un succès important en France, où ses ventes dépassent rapidement celles de la berline dont elle dérive.
Comme le reste de la gamme Logan, il est restylé fin 2008.

En 2009, une déclinaison fonctionnant au carburant E85 est lancée dans certains pays tels que la Suède, la Pologne et la France.

Dacia Logan I MCV
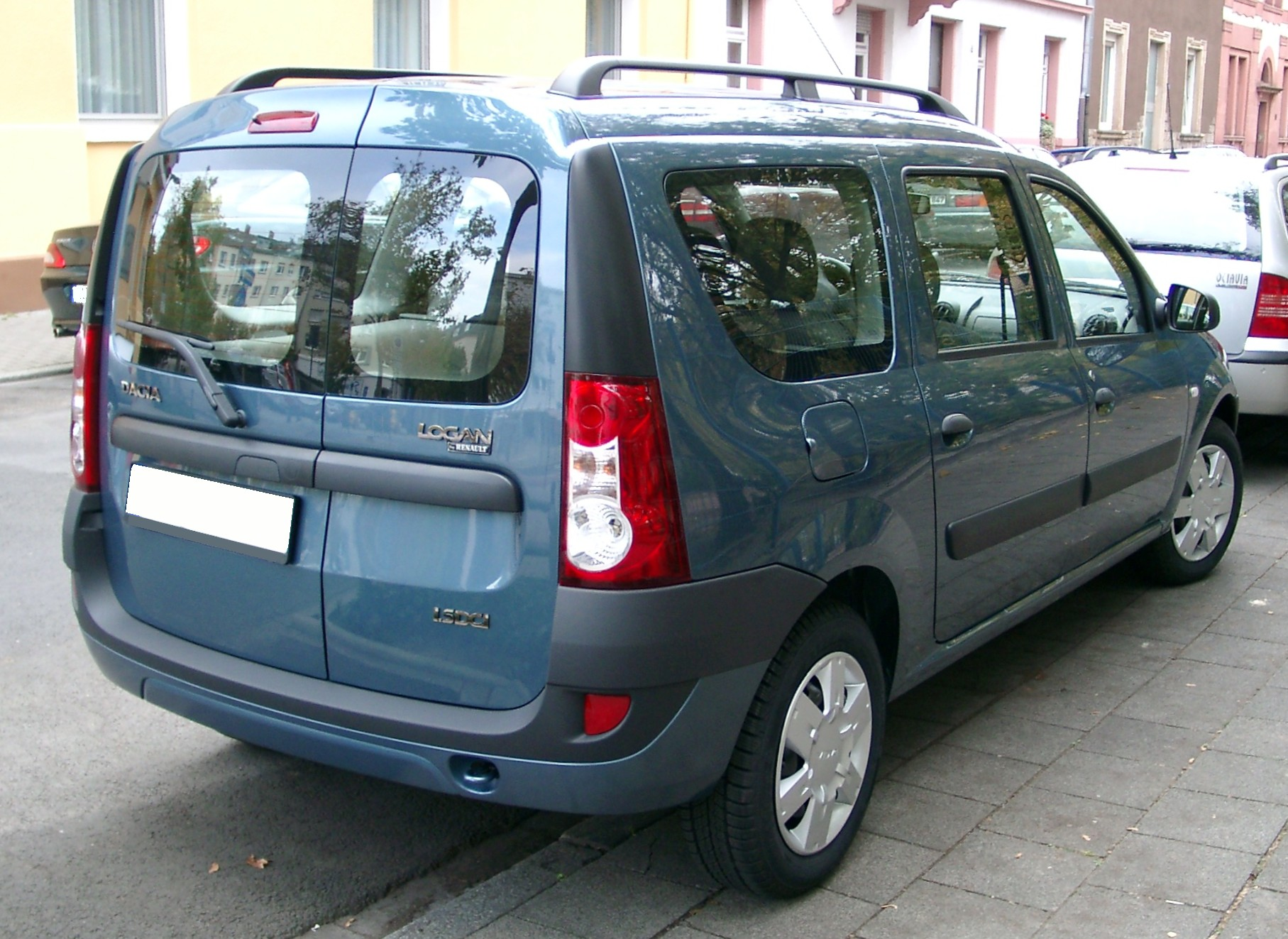
Dacia Logan I MCV phase 1
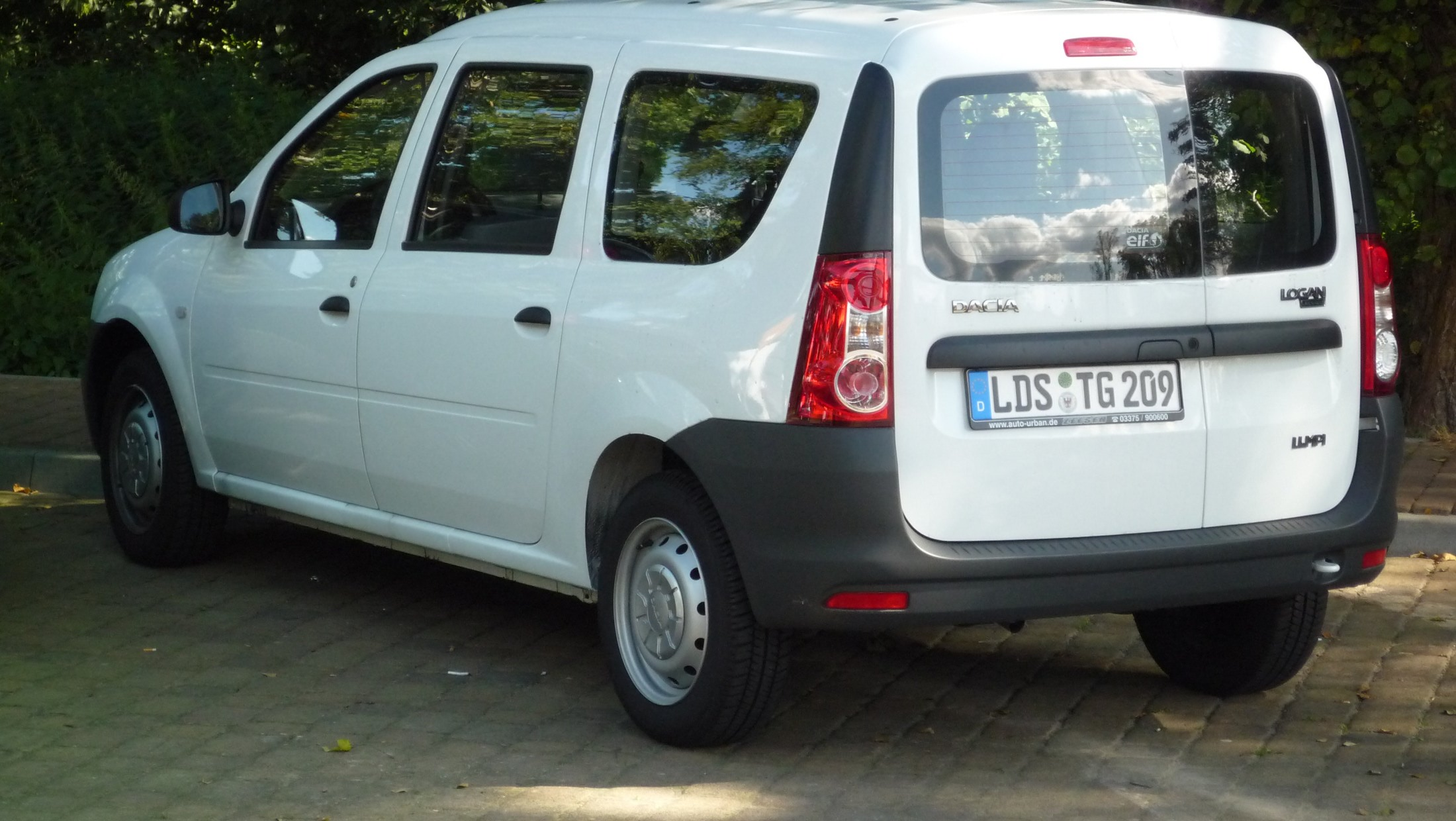
Dacia Logan I MCV phase 2
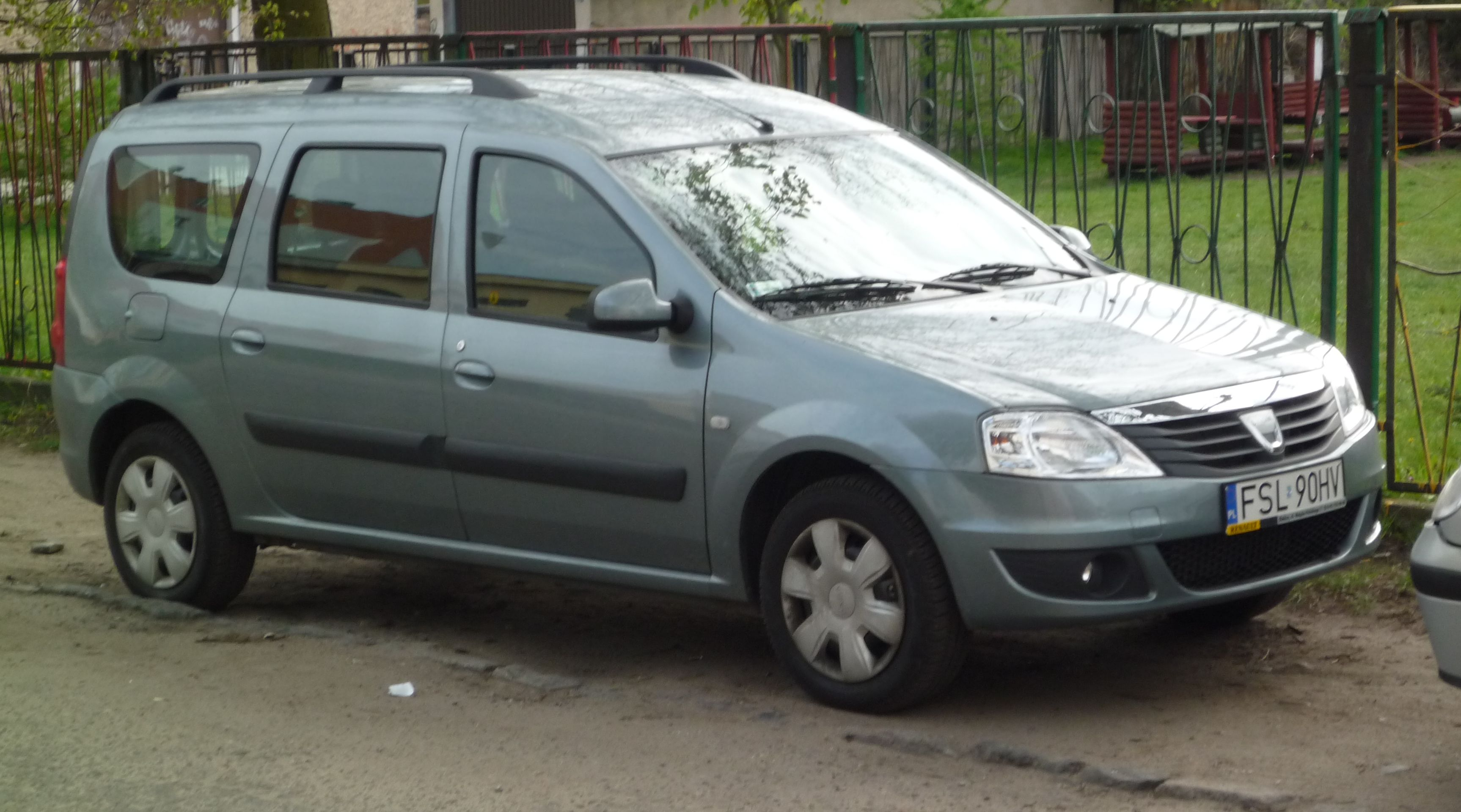
Dacia Logan I MCV phase 2

#### Dacia Logan Van
La Logan Van (ou Logan Furgovan en Italie, Logan Express en Allemagne) est une version tôlée et dépourvue de places arrière de la Logan MCV, vendue comme un véhicule utilitaire léger. Elle est présentée en janvier 2007, commercialisée en Roumanie et en Bulgarie dès le mois suivant et dans les autres pays en fin d'année.
Ce modèle utilitaire avance une charge utile de 800 kg et un volume de chargement de 2,5 m3.

La production cesse en août 2012, après 53 000 Logan Van assemblés sur les chaînes de l'usine de Mioveni.

Dacia Logan I Van
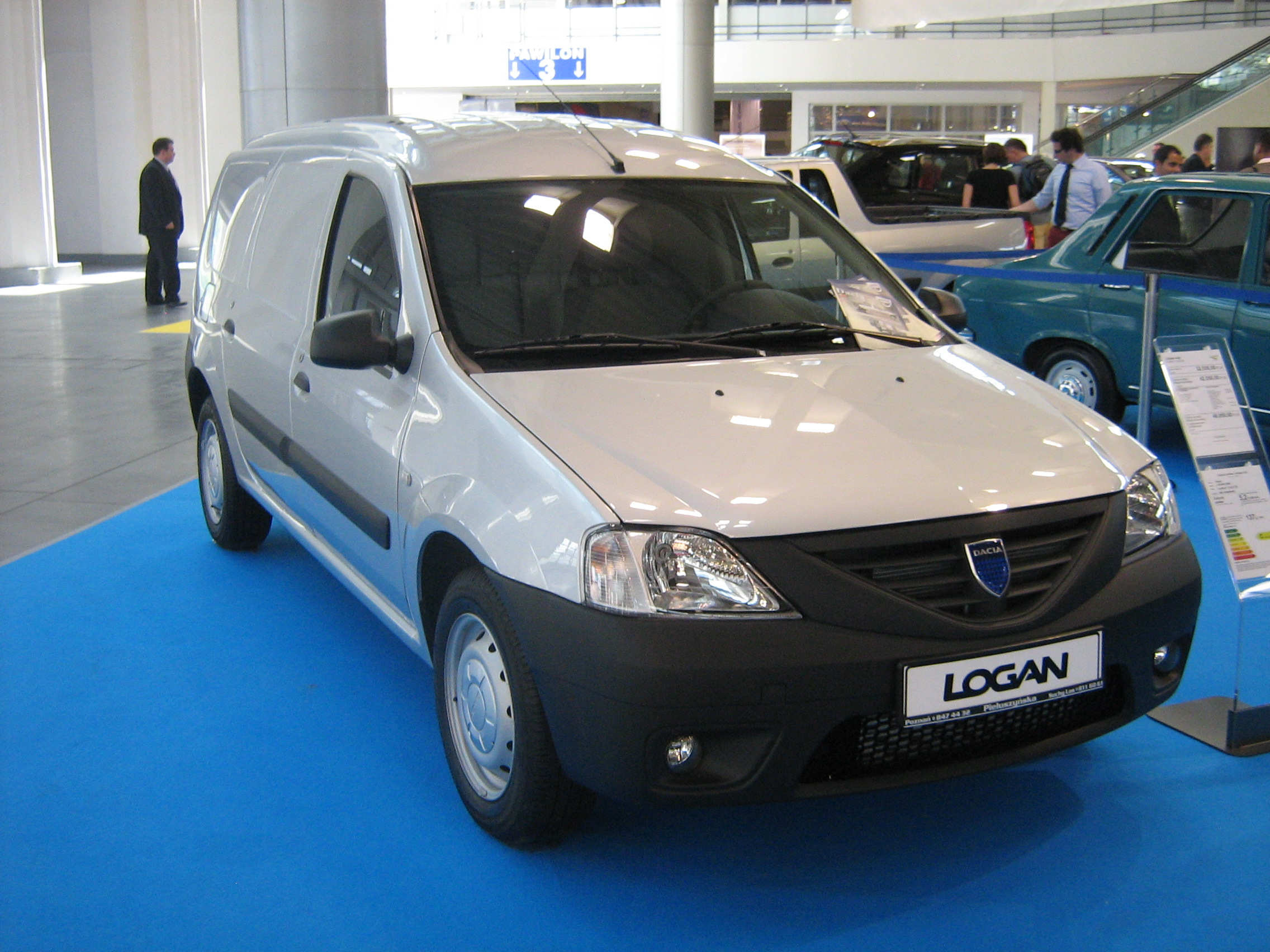
Dacia Logan I Van phase 1
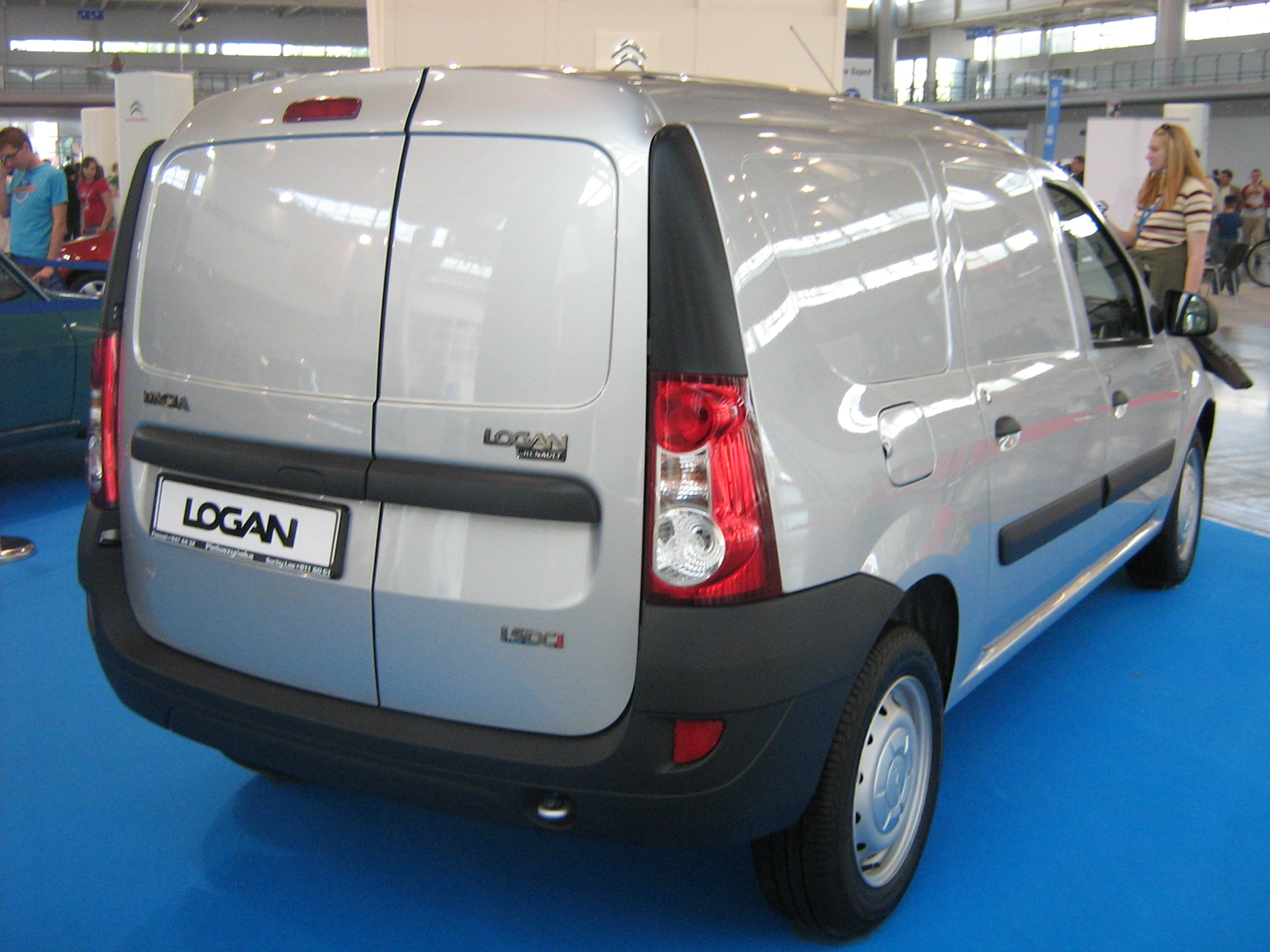
Dacia Logan I Van phase 1
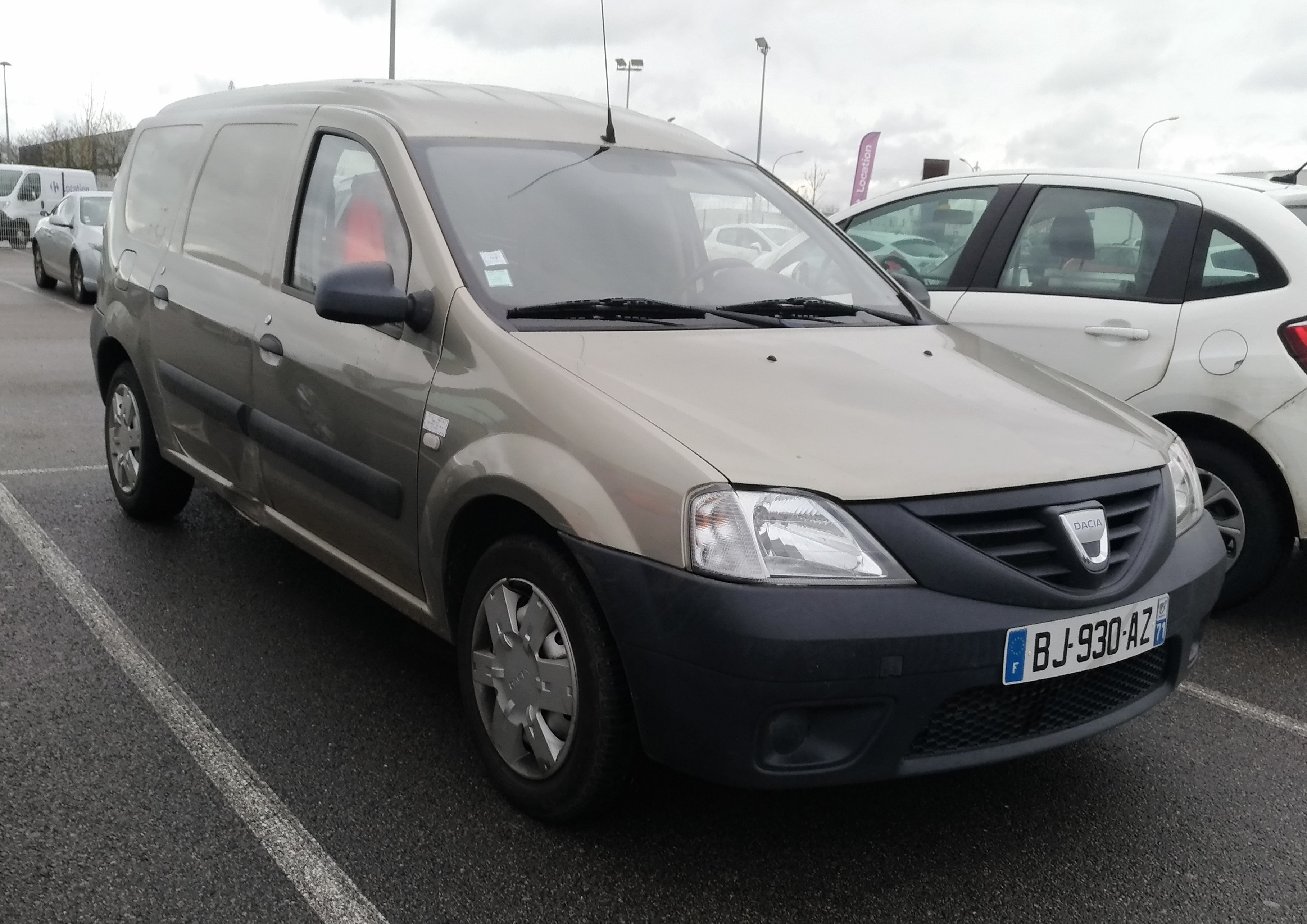
Dacia Logan I Van phase 2

#### Lada Largus

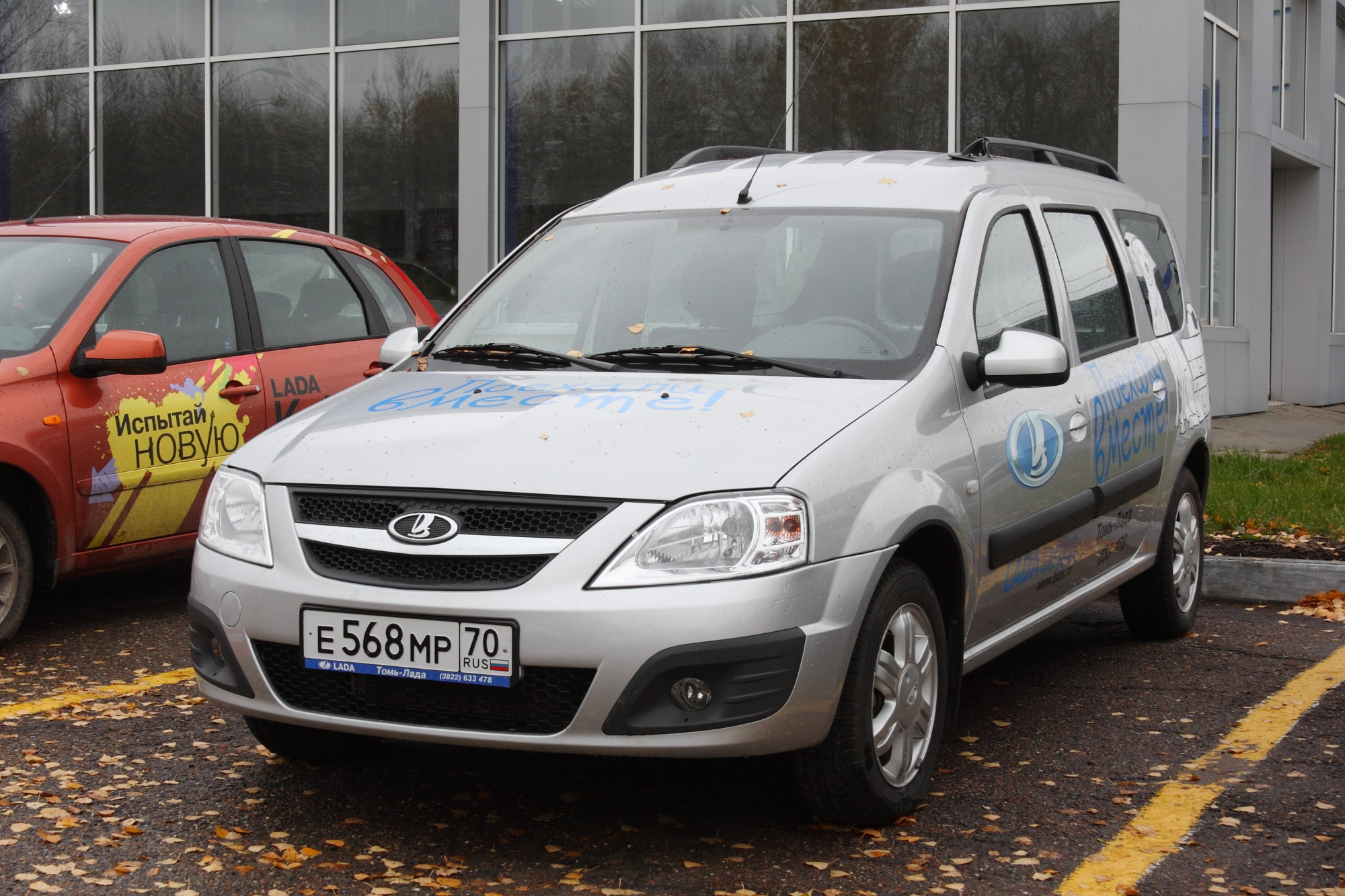
Lada Largus phase 1

Dès avril 2012, le constructeur automobile russe AvtoVaz (alors propriété de Renault) produit une version rebadgée des Logan MCV et Van, appelée Lada Largus. Elle est vendue en Russie et dans certains pays de la CEI. Elle connait de nombreuses spécificités locales : version au look Cross en 2015, important restylage en 2020, dérivé électrique en 2023.

### Pick-up

#### Dacia Logan Pick-Up

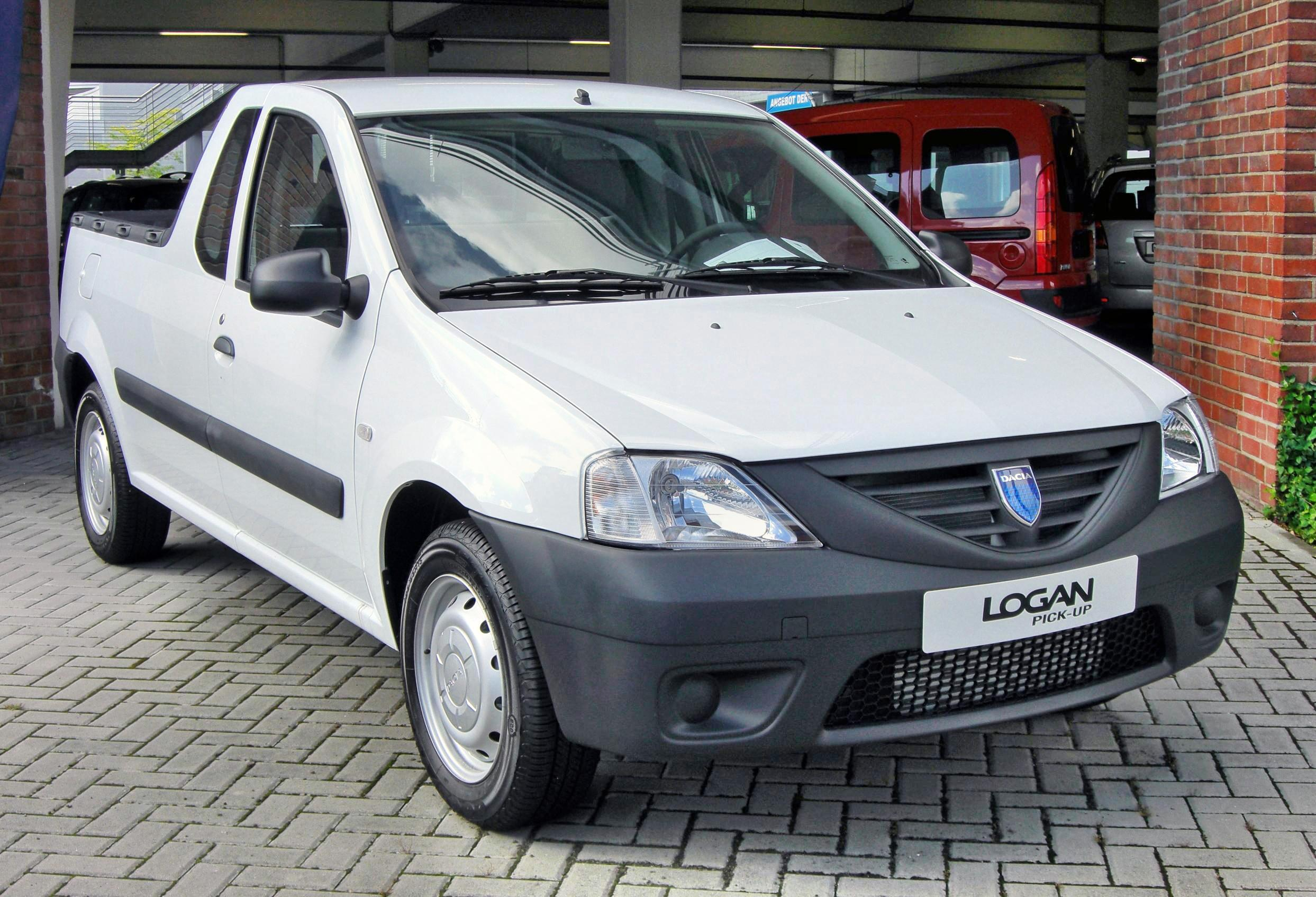
Logan I Pick-up phase 1.

Une version pick-up de la Logan est présentée en septembre 2007 et fait sa première mondiale lors du salon de l'automobile de Bucarest, en octobre. Elle succède au Dacia Pick-up (sur base de Renault 12), encore commercialisé en Roumanie.
La benne de cette version pick-up offre une longueur de chargement de 1,80 mètre.
La production à Mioveni cesse en juillet 2012 sans remplacement direct.

Dacia Logan I Pick-up
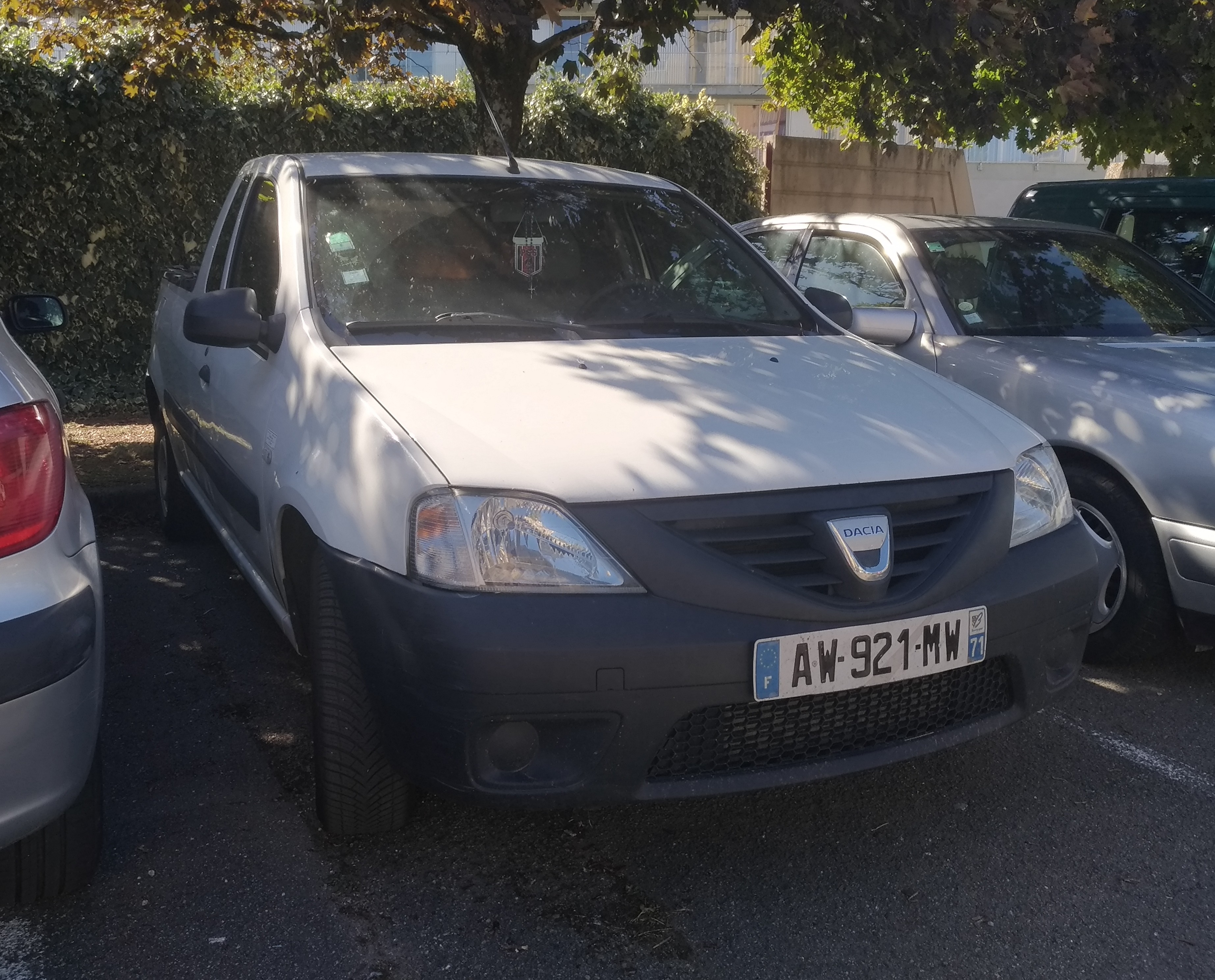
Dacia Logan I Pick-Up phase 2.
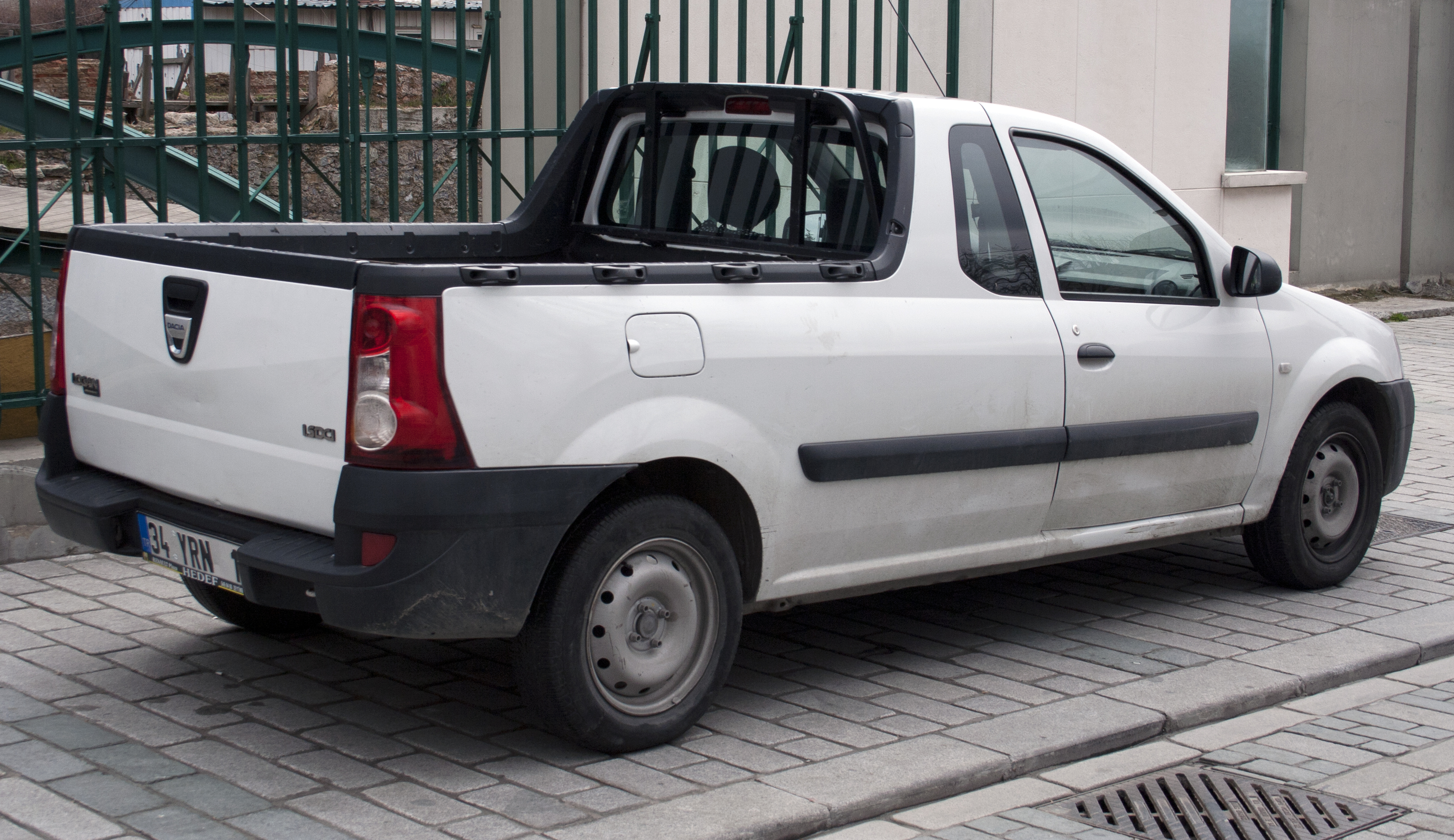
Arrière de la Dacia Logan I Pick-Up phase 2.

#### Nissan NP200
En Afrique du Sud, seul le Logan Pick-Up est fabriqué localement, sous le nom Nissan NP200. Il est vendu en tant que successeur au Nissan 1400 bakkie, commercialisé 37 ans dans le pays. Le NP200 connait lui aussi une carrière particulièrement longue, entamée en octobre 2008 et toujours en cours,.
Mi-2009, quelques mois après son lancement, il reçoit un restylage similaire à celui de la version Dacia.
Le NP200 est exporté vers plusieurs pays d'Afrique australe, comme le Zimbabwe, la Namibie, le Botswana, la Zambie, le Kenya, l'Ouganda, les Seychelles ou encore le Mozambique,,,,,,,.

La production du NP200 est définitivement arrêtée en mars 2024, alors que c'était la seule version de la Logan I encore commercialisé par Renault sous son contrôle (les versions Lada et iraniennes étant désormais fabriquées sans l'accord de la marque française).

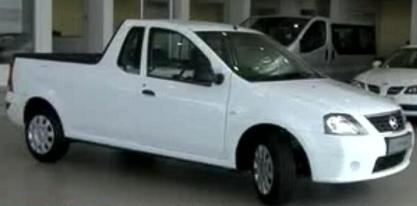
Nissan NP200 phase 1
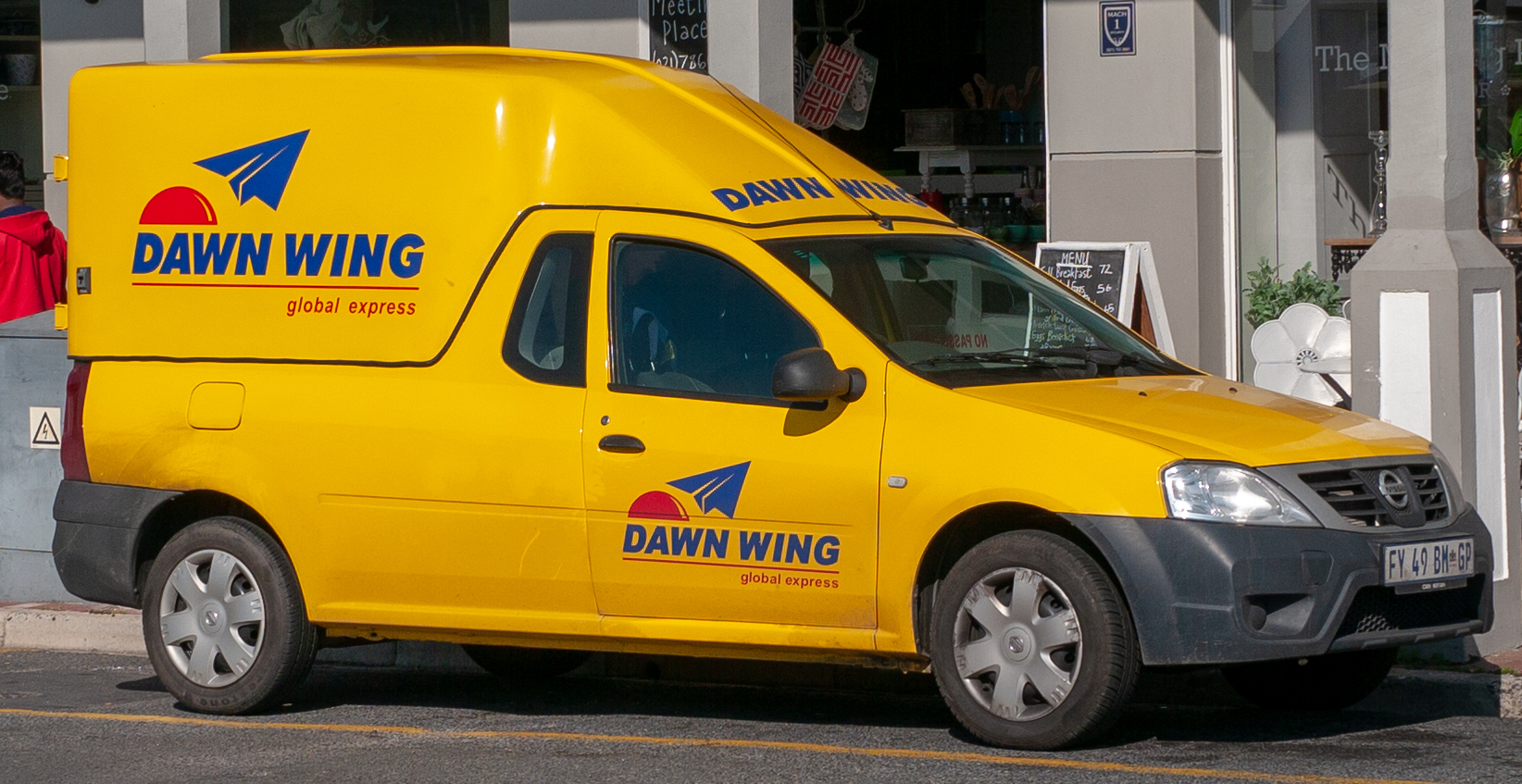
Nissan NP200 phase 2

#### Renault Tondar Pick-up
Il est commercialisé en Iran jusque dans les années 2010 sous le nom de Renault Tondar Pick-up.

### Mahindra Verito Vibe (berline 4 portes bicorps)

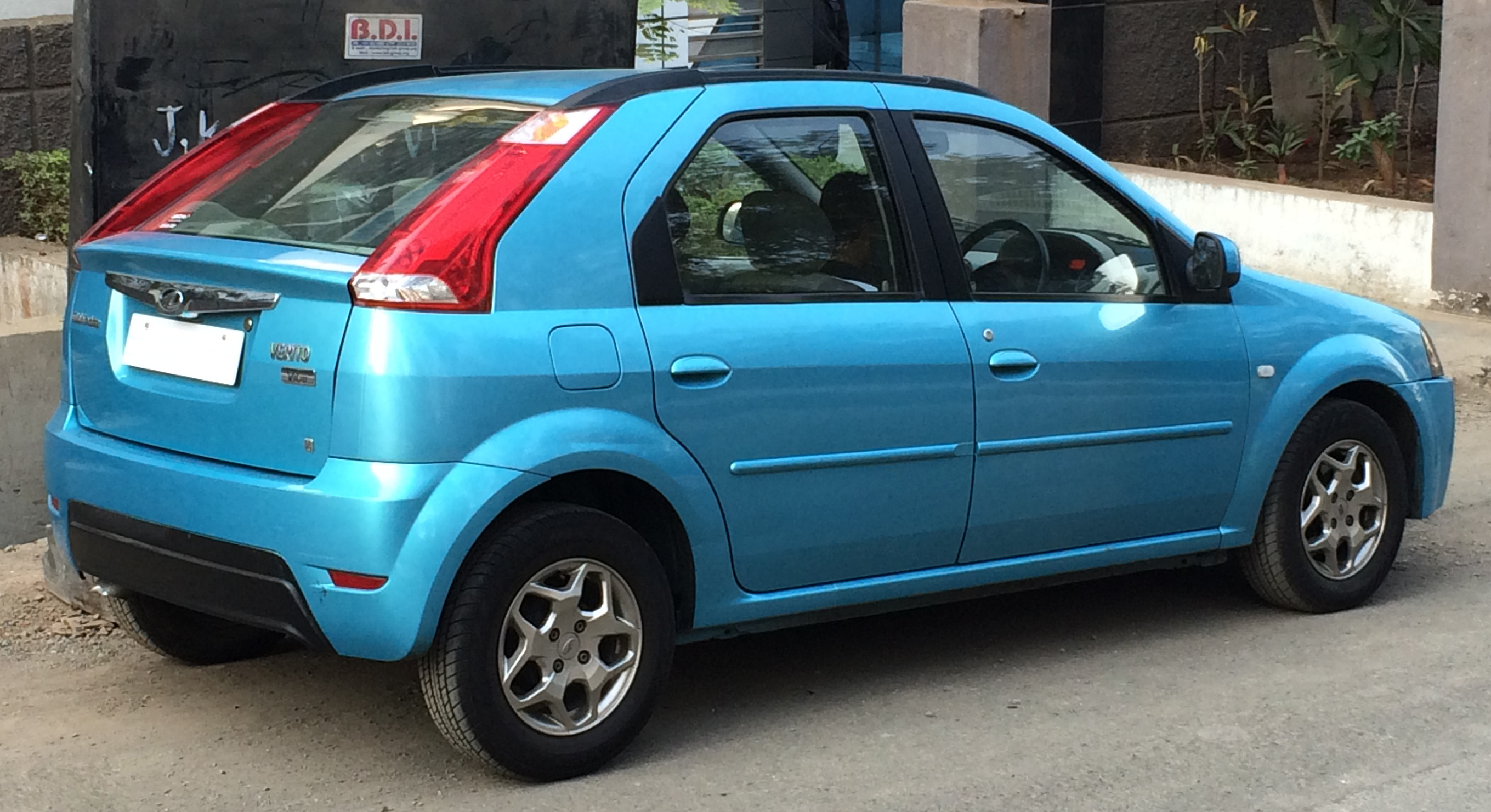
Mahindra Verito Vibe

La Mahindra Verito Vibe est un dérivé bicorps (ne possédant pas de hayon) raccourci conçu par Mahindra pour le marché indien, commercialisée de 2013 à 2020,,,.
La Mahindra Verito Vibe est conçue afin d'offrir une version de la Logan / Verito d'une longueur inférieure à 4 mètres pour bénéficier des avantages fiscaux dont bénéficient les véhicules inférieurs à cette longueur en Inde.
Cette version notchback ne rencontre malgré tout pas le succès espéré par le constructeur indien, elle ne se vend qu'à quelques milliers d'exemplaires par an, moins que la Verito tricorps,.
Partout ailleurs dans le monde, le dérivé bicorps de la Logan est la Sandero, qui est conçue par Renault et dispose d'un hayon,, contrairement à la Mahindra Verito Vibe.

## Récompense
La Logan a été élue meilleure voiture de l'année 2005 par les membres du jury Autobest issus de 15 pays d'Europe de l'Est, d'Europe centrale, des Balkans, de Malte et de Chypre. Les membres du jury notent 13 critères dont la consommation, la polyvalence, l’habitabilité ou encore le design.

## Finitions
(sur la berline Logan en France)[Quand ?]
Finition de base : ABS, AFU, coussins gonflables de sécurité frontaux (coussin du passager désactivable), 5 ceintures 3 points, 5 appuis-tête, rétroviseurs réglables de l'intérieur, pré - équipement partiel radio, roue de secours normale.
Finition Ambiance : verrouillage centralisé, ceintures avant réglables en hauteur, recyclage d'air, baguettes latérales, enjoliveurs plastique complet, boucliers supérieurs ton caisse (Calandre noire), chrome sur calandre, vitres teintés, coffre éclairé et habillé sur les côtés, panneaux de portes avec médaillons, console en métal, pré-équipement radio, miroir de courtoisie passager, cendrier nomade. Sur 1.5 DCI : direction assistée.
Finition Lauréate : vitres avant et rétroviseurs électriques, télécommande de verrouillage, direction assistée, ordinateur de bord, témoin de portes, antibrouillards, entourage de calandre ton caisse, éclairage intérieur à extinction différée, spots avant, éclairage de boîte à gants, siège conducteur réglable en hauteur et réglage lombaire, aumônières dossiers avant, becquet.
Finition Prestige : boucliers, poignées, rétroviseurs et baguettes ton caisse, pommeau et volant cuir, effet aluminium, radio-CD 4 × 15 W.
Options : Peinture métallisée. Sur Ambiance : Direction assistée, radio K7/CD 2 × 15 W, antibrouillards, vitres avant électriques et télécommande de verrouillage. Sur Ambiance, Lauréate et Prestige : climatisation manuelle. Sur Ambiance : radio-Cd 4 × 15 W avec lecteur MP3. Sur Prestige : lecteur MP3, vitres arrière électriques.

### Séries spéciaIes
- Kiss FM (Roumanie, 2007, première collection, berline uniquement)[79]
- Kiss FM (Roumanie, 2009, seconde collection, berline uniquement) : stickers et sellerie spécifique, autoradio CD MP3 Sony, porte-clefs spécifiques[80]

- BIackIine (France, 2010) : volant cuir réglable en hauteur, commandes au volant pour le lecteur CD MP3, peinture métallisée ou nacrée, kit de reduction de la consommation[37].

## Concept cars

### Dacia Logan Steppe
Le show car Dacia Logan Steppe, présenté au salon de l'automobile de Genève 2006 annonce la carrosserie break (Logan MCV) présentée quelques semaines plus tard.

Dacia Logan Steppe
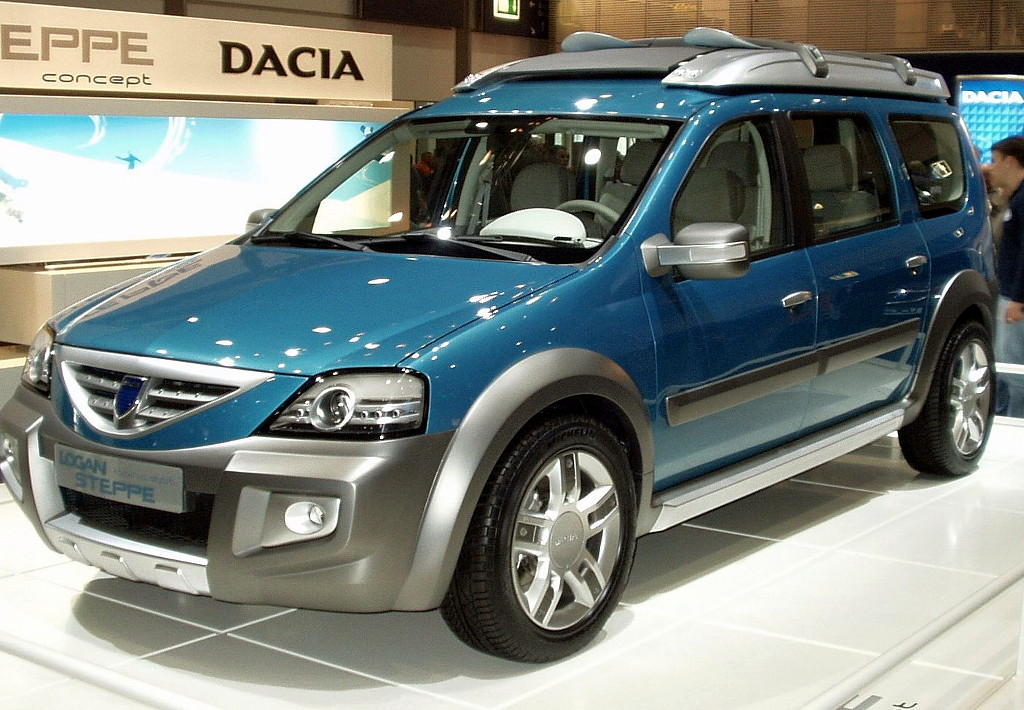
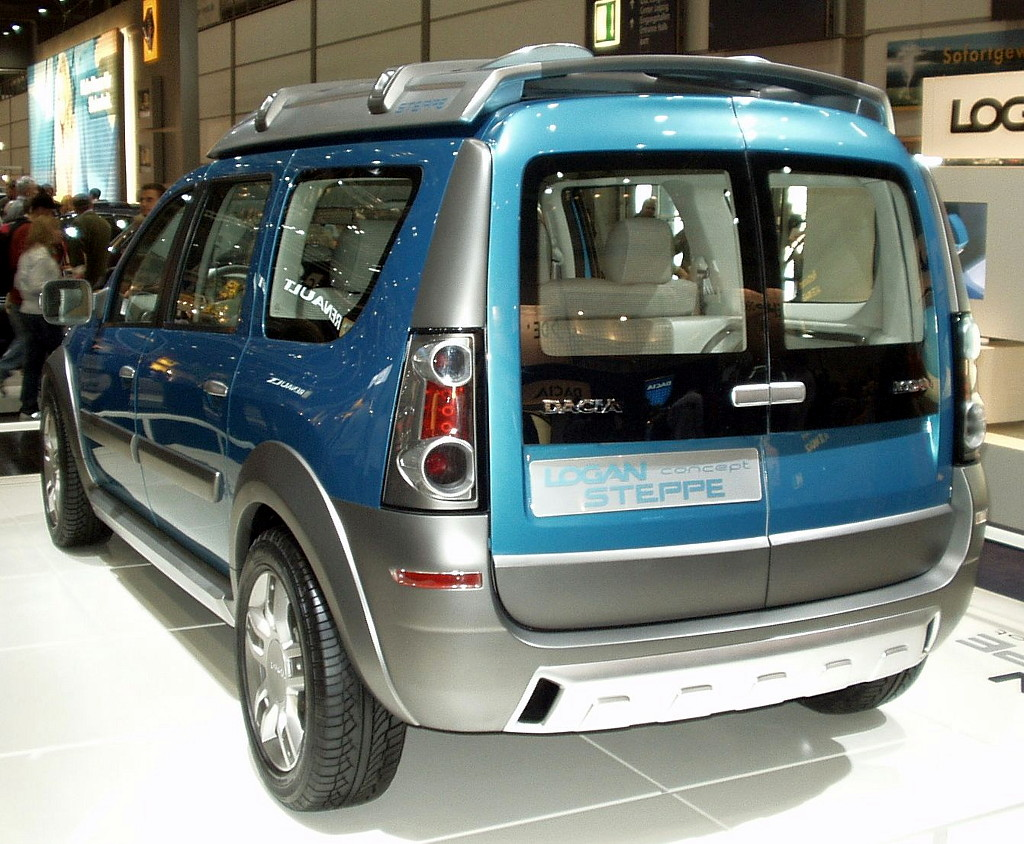

### Heuliez Dacia Logan Edelweiss
Ce concept car basé sur un Logan MCV est présenté au Salon de Genève 2007. C'est une réalisation du carrossier français Heuliez. Par rapport au Logan MCV de série, il se caractérise par une peinture intégrale blanche, un toit en toile ainsi qu'un hayon remplaçant les portes battantes.

### Renault Logan eco2concept
Un concept Logan labellisé « Renault eco² » a participé au Challenge Bibendum Michelin du 14 au 17 novembre 2007 à Shanghai en république populaire de Chine. 
Grâce à de nombreuses optimisations d'une Logan 1.5 dCi berline au niveau de l'aérodynamisme (lame sous le bouclier avant, carénage sous la cuve de la roue de secours, modification des entrées d'air de la calandre bavettes de roues, becquet et générateurs de vortex sur le toit, assiette abaissée, permettant d'atteindre un Cx de 0,29), des liaisons au sol (pneumatiques à faible résistance au roulement, roulements de train arrière à faibles frottements, réglages), de la batterie (alternateur piloté à tension abaissée), et du groupe motopropulseur (rapport de pont allongé, nouveaux réglages, bols de piston élargis, injecteurs 7 trous, huiles basses viscosité 5W20), le modèle engagé a pu réduire son empreinte carbone à 97 g de CO2 par km en homologation NEDC, et même atteindre 71 g de CO2 par km parcouru lors du challenge,.

## Sites de production
Piteşti (2004-2012)
L'usine Dacia de Piteşti en Roumanie (à Mioveni, près de Piteşti) est la première à fabriquer la Logan, dès 2004 (Dacia Logan puis Dacia Logan MCV, Dacia Logan Van en 2006 et Dacia Logan Pick-up dès 2007). Elle se distingue des autres usines du groupe Renault par sa robotisation quasiment inexistante ; le coût de la main-d'œuvre en Roumanie au lancement de la production étant assez bas pour réduire l'emploi de robots. La production de la première génération en Roumanie s'achève en 2012.
 Moscou (2005- )
La production de la Renault Logan I berline en Russie démarre en avril 2005,. La société AvtoVAZ (Lada) produit depuis 2012 les Logan I MCV et Van sous le nom Lada Largus.
 Casablanca
La SOMACA produit la Logan à Casablanca à partir de 2005 pour le marché local et l'export.
 Envigado (2005-2015)
La Renault Logan I berline est fabriquée en Colombie à l'usine Renault d'Envigado de septembre 2005 à 2015 pour le marché local et les pays de la Communauté andine.
 Nasik (2007-2020)
La production en Inde est assurée de 2007 à 2020 (Mahindra-Renault Logan puis Mahindra Verito et Mahindra Verito Vibe),.
 São José dos Pinhais (2007-2013)
Le Brésil est le septième pays à assembler la Logan, à partir de mi-2007 (Renault Logan et Nissan Aprio pour le marché mexicain),. Elle n'est restylée qu'en 2011, puis remplacée fin 2013.
 Téhéran (2007- )
La production démarre en 2007 et continue d'être assurée, bien que les liens avec Renault aient été rompus (Renault Pars Tondar / Renault Tondar 90, Renault Tondar Pick-up).
 Rosslyn (2008- )
Nissan fabrique depuis 2008 dans son usine sud-africaine le pick-up, renommé Nissan NP200,.

### Chiffres de ventes
Alors que l'Europe centrale et les Balkans sont la première cible du véhicule, la demande est bien en-dessous des attentes initiales de Dacia. Renault a sous-estimé plusieurs facteurs, notamment les disparités entre les différents pays de la zone et l'image passéiste que renvoyait Dacia dans une région cherchant à s'occidentaliser. Les parts de marché du véhicule sont moyennes ou médiocres dans certains pays (Pologne, République tchèque, Slovaquie, Slovénie), mais très bonnes dans les pays les plus pauvres de la région (Roumanie, Bulgarie, Serbie-et-Monténégro). Mais le principal obstacle à l'atteinte des volumes espérés dans la région est l'effondrement du marché de l'automobile neuve de ces pays à cause de la concurrence de véhicules d'occasion en provenance d'Europe occidentale, dont l'afflux est massif depuis l'intégration européenne. Dans ce contexte, le volume du marché automobile neuf roumain est par exemple divisé par 3 entre 2007 et 2010, et les ventes de la Logan dans le pays ont suivi la même trajectoire.
| Pays                 | Logan immatriculées en 2005 | Part de marché |
| -------------------- | --------------------------- | -------------- |
| Roumanie             | 88 275                      | 41 %           |
| Pologne              | 2 405                       | 1 %            |
| République tchèque   | 2 515                       | 2 %            |
| Hongrie              | 2 596                       | 1,3 %          |
| Slovaquie            | 1 133                       | 2 %            |
| Slovénie             | 367                         | 0,6 %          |
| Croatie              | 926                         | 1,3 %          |
| Serbie-et-Monténégro | 5 488                       | environ 20 %   |

Dans plusieurs pays où le groupe Renault est bien implantée tels que le Maroc, l'Algérie et la Colombie, la Logan est déployée très rapidement et rencontre le succès, permettant de compenser les revers connus en Europe centrale,,. Au Maroc, elle devient immédiatement le modèle le plus vendu du pays. Elle réalise également des volumes importants en Turquie, malgré la concurrence interne de la Renault Thalia, fabriquée par l'assembleur local Oyak-Renault.
| Année | Maroc  | Algérie | Turquie | Colombie |
| ----- | ------ | ------- | ------- | -------- |
| 2005  | 2 499  | 2 819   | 8 317   | 1 894    |
| 2006  | 12 723 | 8 560   | 7 352   | 7 219    |
| 2007  | 12 638 | 9 090   | 8 951   | 9 450    |
| 2008  | -      | 11 465  | 8 323   | 7 842    |
| 2009  | -      | 13 677  | 6 312   | 9 068    |
| 2010  | -      | 16 432  | 10 817  | 11 548   |
| 2011  | -      | 15 149  | 8 397   | 16 040   |
| 2012  | -      | -       | -       | 11 324   |
| 2013  |        |         |         | 10 494   |
| 2014  |        |         |         | 11 456,  |

Alors qu'elle n'était pas la cible première, l'Europe de l'Ouest va permettre d'augmenter fortement les volumes de la Logan. Renault se contente d'investissements publicitaires minimum face aux incertitudes autour du succès produit et des répercussions qu'il pourrait avoir sur l'image du groupe Renault. Ce sont les médias français qui assurent un important relai médiatique au lancement du véhicule, dont le pari suscite la curiosité. Les clients sont au rendez-vous, et les ventes de la Logan augmentent graduellement au fil des évolutions qui la rendent plus adaptée au marché français et ouest-européen : diesel et montée en gamme en 2006, carrosserie bicorps en avec le break en 2007,,,,. Le lancement de la Dacia Sandero en 2008 marque un coup d'arrêt à ce succès, ce dérivé 5 portes de la Logan étant plus proche des goûts en vigueur en Europe de l'Ouest. En 2009, la part de marché de la Logan en France est divisée par deux, la Sandero se vend alors deux fois plus que la Logan et prend le relai du développement de la marque dans le pays.
| Année | Ventes en France | Part de marché en France | Ventes en Allemagne, | Part de marché en Allemagne |
| ----- | ---------------- | ------------------------ | -------------------- | --------------------------- |
| 2005  | 9 758            | 0,5 %                    | 2 043                | 0,06 %                      |
| 2006  | 18 742           | 0,9 %                    | 6 292                | 0,2 %                       |
| 2007  | 32 635           | 1,6 %                    | 17 312               | 0,5 %                       |
| 2008  | 34 095           | 1,7 %                    | 18 688               | 0,6 %                       |
| 2009  | 26 667           | 0,9 %                    | 33 542               | 0,9 %                       |
| 2010  | 22 288           | 1 %                      | 9 329                | 0,3 %                       |
| 2011  | 10 067           | 0,5 %                    | 8 774                | 0,3 %                       |
| 2012  | 5 889            | 0,3%                     | 7 366                | 0,2%                        |

En Russie aussi, la Logan connait rapidement de très bons résultats commerciaux et permet à Renault de devenir un acteur important de ce grand marché : 49 323 unités y sont écoulées en 2007 et 67 844 en 2008, ce qui représente environ 3% de part de marché.
Au Brésil, Renault émet des réserves sur l'accueil commercial de la Logan : c'est un modèle tricorps alors que la clientèle locale préfère les véhicules bicorps et la Logan est un produit de masse alors que la marque est jusque là considérée dans le pays comme un petit constructeur, à l'image plutôt élitiste. Aussi, le marché brésilien est dominé par des petits véhicules reposant sur des bases techniques anciennes (Volkswagen Gol, Fiat Palio, Ford Ka, Fiat Uno, Chevrolet Celta), vendus pour moins cher que la Logan. Mais malgré son positionnement atypique et la forte concurrence interne de la Sandero, la Logan connait un certain succès au Brésil, la clientèle jugeant favorablement son rapport prix/prestations. Le Brésil sert également de base d'export vers d'autres pays d'Amérique latine où la Logan connaitra le succès (comme en Argentine) ou l'échec (version badgée Nissan au Mexique).
| Année | Ventes au Brésil | Part de marché au Brésil |
| ----- | ---------------- | ------------------------ |
| 2007  | 14 604           | 0,6%                     |
| 2008  | 36 603           | 1,4%                     |
| 2009  | 30 133           | 1%                       |
| 2010  | 36 734           | 1,1%                     |
| 2011  | 39 088           | 1,1%                     |
| 2012  | 33 911           | 0,9%                     |
| 2013  | 23 036           | 0,6%                     |

Le 4 juin 2008, Renault annonce avoir vendu 1 million de Logan à travers le monde depuis son lancement en 2004.

#### Production
| Année | Production |
| ----- | ---------- |
| 2004  | 28 592     |
| 2005  | 169 956    |
| 2006  | 256 119    |
| 2007  | 420 255    |
| 2008  | 416 157    |
| 2009  | 489 865    |

Dès 2010, Renault ne fournit plus les chiffres de production de la Logan séparément de ceux de la Sandero.

## Sport

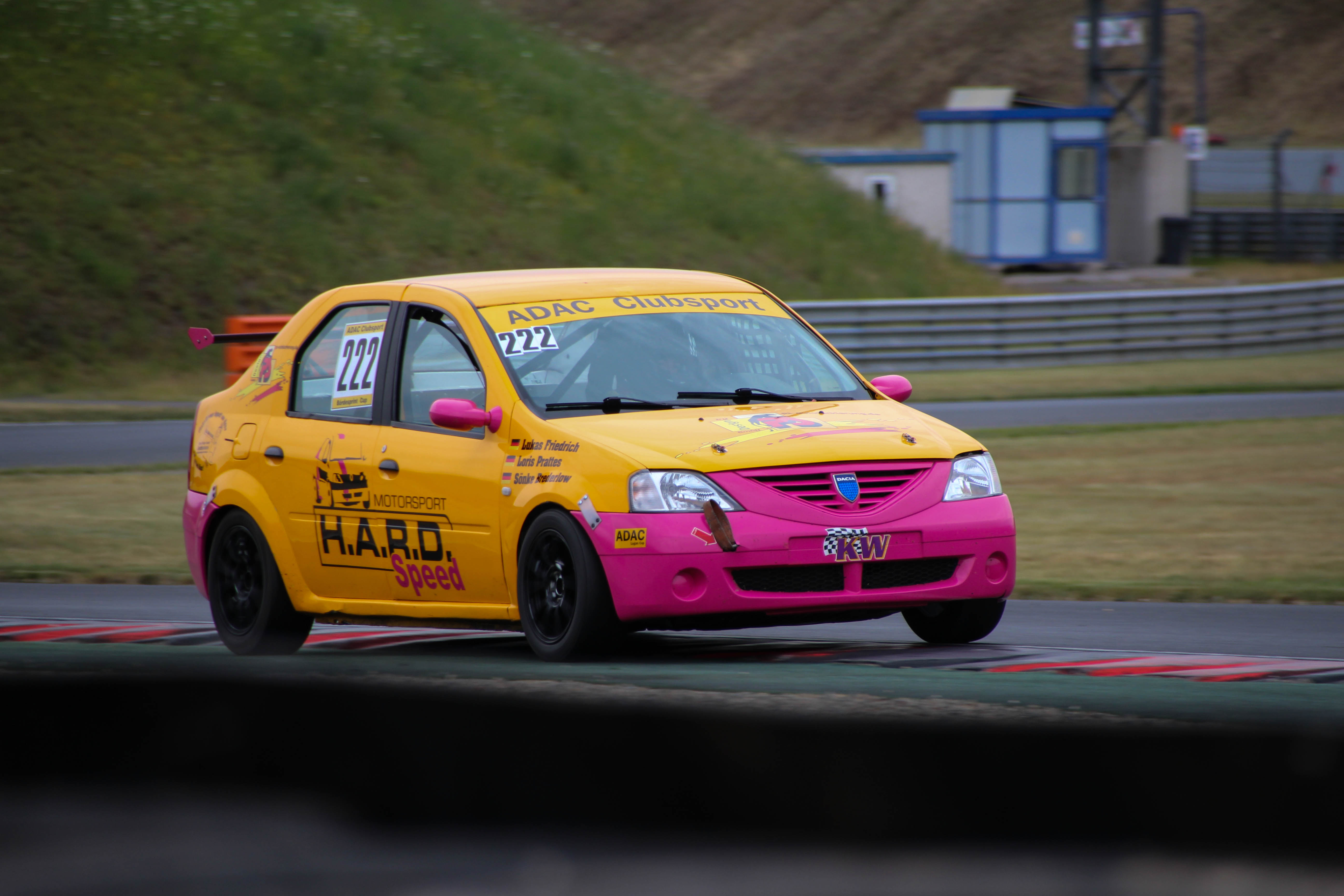
Dacia Logan Cup

La « Logan Cup » est une Dacia Logan MPI 90 qui développe 120 ch à l'aide d'un kit moteur développé par Olyméca pour un poids de 950 kg obtenu avec un kit carrosserie (Portes, capot en polyester). Cette voiture peut être utilisée en groupe F2000 dans les championnats de rallyes et représente une formule d'entrée dans le Championnat de France de rallycross.
Depuis 2015, une Dacia Logan Cup est engagée en Coupe de France des circuits. Homologuée en Groupe N/2, elle est la seule à être inscrite dans ce championnat regroupant une vingtaine de voitures.